# Отто фон Бісмарк
О́тто Едуа́рд Леопо́льд фон Бі́смарк-Шенга́узен, з 1865 — граф, з 1871 — князь, з 1890 — герцог Лауенбурзький (нім. Otto Eduard Leopold von Bismarck-Schönhausen; 1 квітня 1815, Шенхаузен, Прусське королівство — 30 липня 1898, Фрідріхсру, Німецька імперія) — німецький державний і політичний діяч. Протягом свого життя обіймав посади міністра закордонних справ (1862–1890) та прем'єр-міністра Пруссії (1862–1873, 1873–1890), бундесканцлера Північнонімецького союзу (1867–1871), першого райхсканцлера Німецької імперії (1871–1890). За дипломатію реальної політики та сильне урядування, а також жорсткі методи ведення державних справ отримав прізвисько Залізний канцлер.
У Пруссії Бісмарк заслужив серед консерваторів славу представника інтересів юнкерів, служив дипломатом (1851–1862) в часи реакції. 1862 року призначений прем'єр-міністром Пруссії. Під час конституційної кризи в Пруссії виступав проти лібералів на захист монархії. Будучи міністром закордонних справ, перетворив Пруссію на одну з найпотужніших держав тогочасної Європи. У франко-пруській війні 1870–1871 років виступив рушійною силою розв'язання німецького питання в малонімецькому сенсі та брав безпосередню участь в об'єднання Німеччини і створенні Німецької імперії. Перебуваючи на посаді райхсканцлера та, за винятком короткої перерви, прусського прем'єр-міністра, він мав вагомий вплив на політику щойно створеного Райху аж до своєї відставки 1890 року. У зовнішній політиці Бісмарк дотримувався принципу балансу сил (або європейської рівноваги, див. Система союзів Бісмарка)
У внутрішній політиці час його правління з 1866 року можна розбити на дві фази. Спочатку він уклав союз з поміркованими лібералами. У цей період відбулись численні внутрішні реформи, наприклад, впровадження цивільного шлюбу, який був використаний Бісмарком для послаблення впливу католицької церкви. Починаючи з кінця 1870-х років Бісмарк віддаляється від лібералів. Протягом цієї фази він вдається до політики протекціонізму та державного втручання в економіку. 1880-ті роки стали свідком впровадження антисоціалістичного закону. Розбіжності з тогочасним кайзером Вільгельмом II призвели до відставки Бісмарка. У наступні роки Бісмарк відігравав помітну політичну роль через критику своїх наступників. Завдяки популярності мемуарів — «Gedanken und Erinnerungen» — Бісмарку вдавалось тривалий час впливати на формування власного образу в суспільній думці.
До середини XX століття в німецькій історичній літературі домінувала безперечно позитивна оцінка ролі Бісмарка, політика, відповідального за об'єднання німецьких князівств у єдину національну державу, що частково задовольняло націоналістичним цілям. Після смерті зводились численні пам'ятники на його честь, як символи сильної особистої влади. Були переконання, що ним була створена нова нація та втілені прогресивні системи соціального забезпечення; Бісмарк, будучи вірним королю, посилив державу сильною, добре підготовленою бюрократією, очолюваною спадковою монархією. Після Другої світової війни стали голосніше звучати критичні голоси, які звинувачували Бісмарка, зокрема, у згортанні демократії в Німеччині. Більше уваги приверталось до недоліків його політики, а діяльність розглядалась в тогочасному контексті.

## Ранні роки

### Молодість
Отто фон Бісмарк народився 1 квітня 1815 року в Шенхаузені на Ельбі (нині Саксонія-Ангальт), був другим сином у родині, яка належала до династії Бісмарків. Його батько, Карл Вільгельм Фердінанд фон Бісмарк (нім. Karl Wilhelm Ferdinand von Bismarck; 1771—1845), був ротмістром та походив із родини юнкерів з Альтмарку. Мати, Луїза Вільгельміна, народжена Менкен (нім. Luise Wilhelmine, geb. Mencken; 1790—1839), була донькою високопосадовця з Берліна та мала гарну освіту.
1816 року молода родина переїхала з маєтку в Шенхаузені до маєтку Ніфоф в окрузі Наугард (Новогард) у Східній Померанії, де Отто фон Бісмарк провів перші роки свого дитинства.

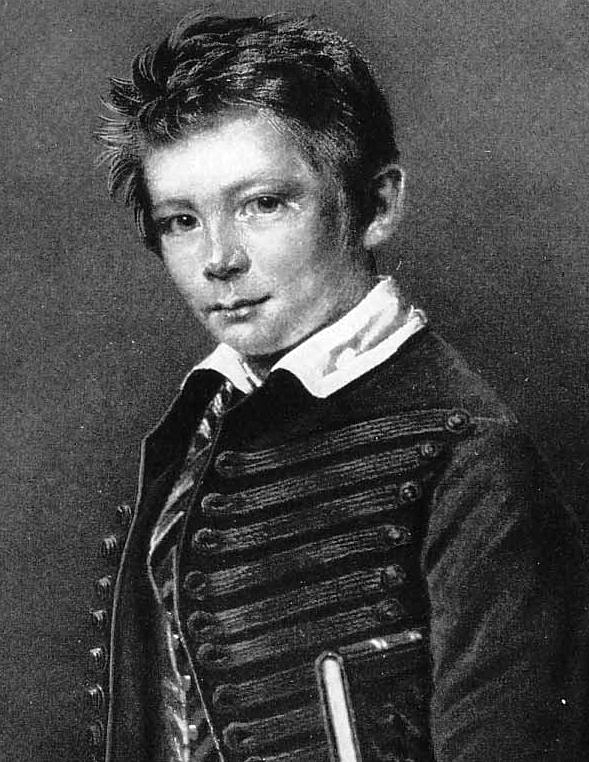
Отто фон Бісмарк у віці 11 років

Відмінність соціального походження батьків мала визначальні наслідки для подальшого життя самого Бісмарка. Батько виховав у ньому гордість за батьківщину, а мати — прагнення до успіху. Вона хотіла аби її сини не просто стали юнкерами, а пішли на державну службу. Як згодом писав Бісмарк, саме через раціонально цілеспрямоване навчання його матері він ніколи не відчував себе вдома в батьківському будинку. І хоча його стосунки з матір'ю були прохолодними, до батька він ставився з любов'ю. Утім, Бісмарк був вдячний матері за те, що міг здобути освіту, що було нетипово для вихідця з села.

### Початкова освіта
На відмінну від обов'язкового для сільської знаті навчання в кадетському корпусі, 1821 року за наполяганням матері шестирічного Бісмарка було відправлено до інтернату Пламана в Берлін. Цей інтернат, до якого прагнули відправити своїх дітей високопосадовці, було засновано в дусі Йоганна Генріха Песталоцці. На час навчання Бісмарка епоха реформ вже давно завершилась, а виховання спиралось на муштруванні та німецькому націоналізмі. Перехід від дитячих ігор у рідному селі до життя в інтернаті із суворою дисципліною та примусом дався Бісмарку надзвичайно важко. У цей час чітко виявилось його небажання підкорятись авторитету.
1827 року Бісмарк перейшов до гімназії імені Фрідріха Великого, з 1830 року і до випуску 1832 року навчався в берлінській гімназії «У сірого монастиря». Окрім давньогрецької, яку Бісмарк вважав занадто складною, у навчанні він виявив здібності до вивчення й інших мов, хоч і не завжди був старанним у цьому питанні.

### Релігійне виховання
Бісмарк належав до лютеранської конфесії. Релігійне виховання він отримав від Фрідріха Шлейермахера, який конфірмував шістнадцятирічного Бісмарка в берлінській церкві Святої Трійці. На той час Бісмарк майже не переймався питаннями релігії, та вважав, що на його погляди вплинули Гегель та Спіноза, а в спогадах бачив себе швидше деїстом або пантеїстом, аніж віруючим християнином. Однак він ніколи не був атеїстом, навіть тоді, коли оточення його вважало за безбожного глузівника. Під час свого стажування 1836 року в листі своєму брату Бернарду він писав: «мені здається, що ти вважаєш мене не дуже розважливим, коли називаєш атеїстом». Віра увійшла в його життя після несподіваної смерті подруги Марії фон Таден-Тріглаф.

### Вища освіта
10 травня 1832 року, після завершення навчання в гімназії, у віці 16 років Бісмарк поступив до Геттінгенського університету, де вивчав юриспруденцію (1832—1833). Він уникав політичних непорозумінь з однокурсниками, які виникли через Липневу революцію 1830 року, а тому не дивно, що Отто приєднався не до опозиційного на той час студентського братства Бурш, а до Керс Гановера Геттінген, яке сповідувало консервативні погляди. Згодом, аналізуючи власні спостереження, він дійшов висновку, що нові політичні сили у своїх вченнях у більшій мірі поєднували утопічні погляди тогочасного суспільства, а не реальне бачення накопичених у суспільстві проблем. Одночасно з цим, заперечуючи своїм радикально налаштованим однокурсникам, він не вважав надзвичайно великим вплив на себе ідей прусського монархізму.

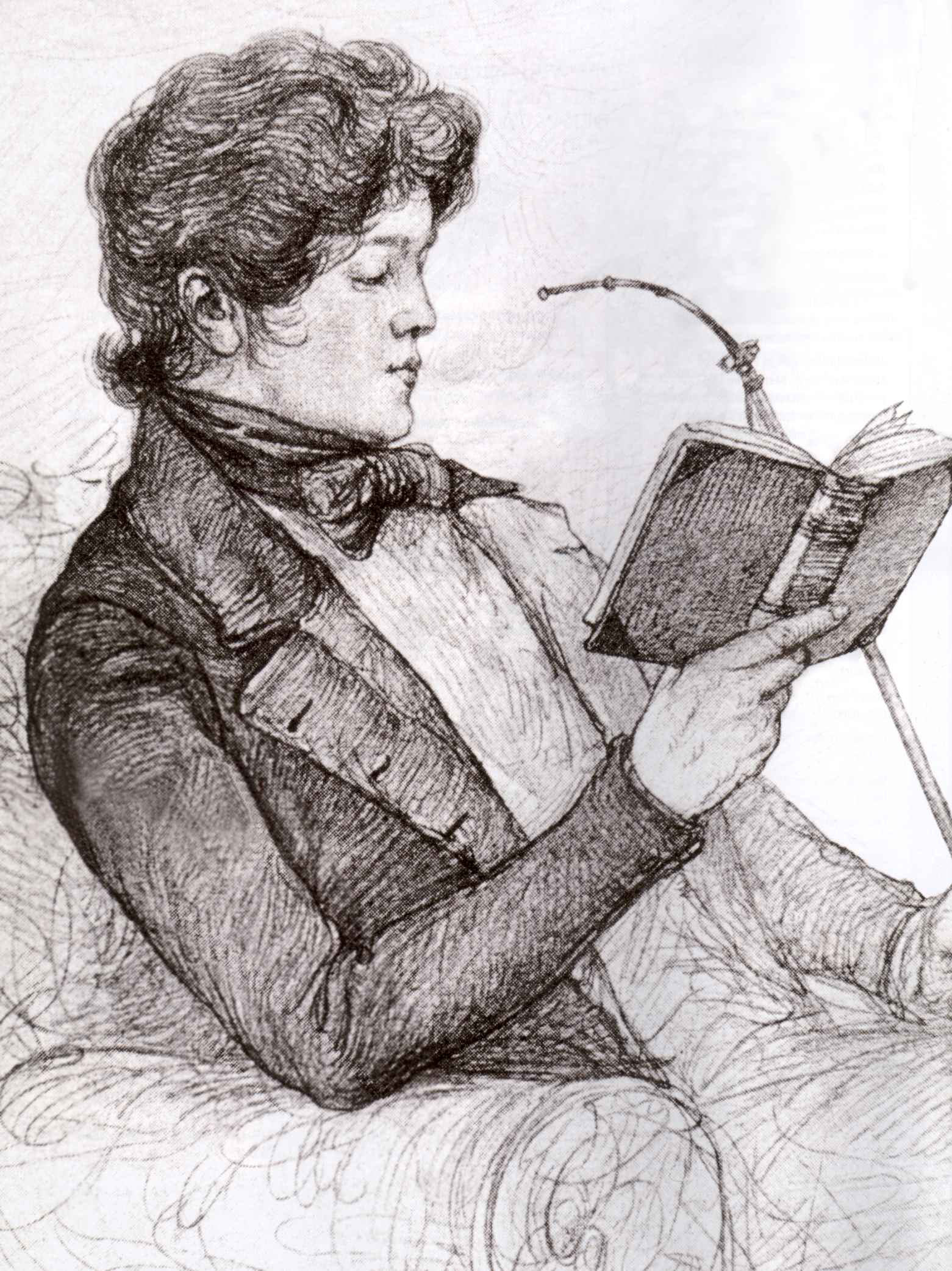
19 річний студент Отто в Геттінгені

Отто із захопленням вивчав історію та літературу, юриспруденція цікавила його менше. Єдиним академічним викладачем, який мав на нього реальний вплив, був історик Арнольд Герман Людвіг Геерен (нім. Arnold Hermann Ludwig Heeren), який у своїх лекціях окреслив схему тогочасних міжнародних відносин. Близькі стосунки склались у Бісмарка з однокурсником Джоном Мотлі (англ. John Lothrop Motley), який у майбутньому став американським дипломатом та залишався близьким другом майбутнього німецького канцлера протягом усього життя.
У листопаді 1833 року Бісмарк продовжив навчання в берлінському Університеті Фрідріха-Вільгельма. 1835 року він склав перші державні іспити. Потім влаштовувався аускультатором у Берлінський міський суд. За власним бажанням перейшов із юридичної роботи на державну службу. Проходячи практику (нім. Referendariat) в Аахені 1836 року, він належав до компанії, яка збиралась навколо новеліста Карла Боремау Кюнцера (нім. Carl Borromäus Cünzer) в пивній Kaiserlichen Krone. Бісмарк нудьгував через офісну буденність під час практики в Аахені (в ті часи — вишуканий міжнародний курорт), в серпні 1836 року він закохався в Лауру Рассел, племінницю герцога Камберлензького. Після роману з француженкою похилого віку, влітку 1837 року Бісмарк подорожував Німеччиною з молоденькою англійкою, подругою Лаури. Через подорож він пропустив роботу на декілька тижнів більше встановленої 14-денної відпустки і був звільнений з практики.
Бісмарк був засмучений витратами на жінок та на додачу потрапив у борги через гру в казино. На декілька місяців він облишив свої службові справи. Згодом спробував продовжити практику в Потсдамі, але через декілька місяців звільнився з державної служби. Цей епізод зі свого життя Бісмарк пояснив тим, що не хотів бути гвинтиком у великій бюрократичній машині: «я хотів би займатись або музикою, яку я добре знаю, або взагалі нічим».
1838 року, як річний доброволець (нім. Einjährig-Freiwilliger), Бісмарк поступив на військову службу: спочатку до єгерського батальйону Garde-Jäger-Bataillon, а навесні перевівся до єгерського батальйону Jäger-Bataillon Nr. 2 в Грайфсвальді у західній Померанії.

### Справний господар
Після смерті матері в 1839 році Бісмарк переїхав до маєтку в Ніфоф та почав займатись сільським господарством. Разом зі старшим на п'ять років братом Бернардом він керував батьківськими маєтками Ніфоф, Кюльц та Ярхлін, що в окрузі Наугард. Після обрання Бернарда фон Бісмарка до ради округу в 1841 році брати поділили господарство: Бернард працював лише в Ярхліні, Отто в Кюльце та Ніфофі. Після смерті батька в 1845 році Отто став вести господарство в родинному маєтку Шенхаузен поблизу Штендаля.
Бісмарк швидко навчився вправно господарювати. За десять років, коли він керував батьківськими маєтками, йому вдалося не лише привести їх до ладу, а й розплатитись за власні борги, які він накопичив за попередні роки.
З одного боку, йому сподобалось ні від кого не залежати, а з іншого, сільське господарство та життя в селі йому були не до вподоби. У вільний час він інтенсивно, але несистематично вивчав філософію, мистецтво, релігію та літературу. 1842 року Бісмарк здійснив подорож із навчальними цілями до Франції, Англії та Швейцарії. Прагнення повернутись на державну службу він облишив через відразу до всього, пов'язаного з бюрократією. У цей час Бісмарк був бажаним гостем на всіх громадських заходах у своєму окрузі. Він брав участь в незліченних полюваннях та в розпусних пиятиках. За власними спостереженнями, в нього навіть розвинулось щось подібне до опору сп'янінню. Це та схильність на культурних заходах потрапляти в центр уваги, дало йому славу «шаленого Бісмарка».

### Родинне життя

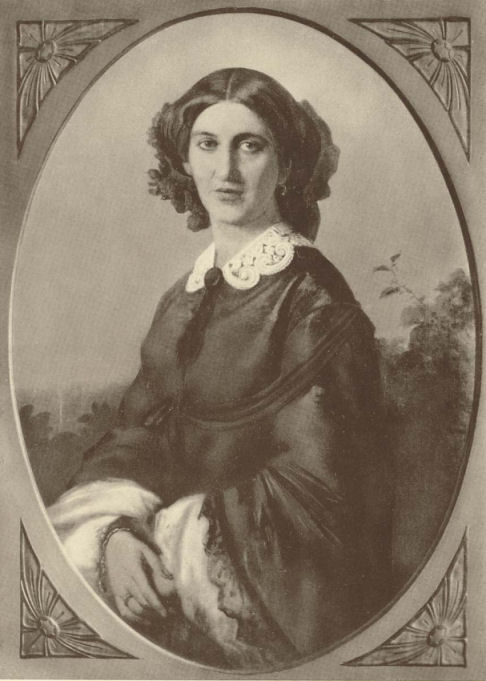
Йоганна фон Бісмарк, народжена фон Путткамер, 1857 р.

Завдяки Моріцу фон Бланкенбургу, шкільному другу з Берліна, Бісмарк познайомився з Адольфом фон Тадден-Тріглафом, в доньку якого, Марію, закохався Моріц. Марія фон Тадден та Бісмарк відчували себе спорідненими душами. Та молода дівчина і припустити не могла розірвання заручин, і в жовтні 1844 року вона одружилася з Моріцом фон Бланкенбургом. На весіллі Марія посадила 20-річну Йоганну фон Путткамер за один стіл із Бісмарком. Влітку 1846 року подружжя Бланкенбургів, Бісмарк та Йоганна разом подорожували до Гарцу. Після несподіваної смерті Марії 10 листопада 1846 року у своєму листі Бісмарк просив Генріха Путкамера руки його доньки та отримав відмову. Бісмарк особисто поїхав до батьків Йоганни в Рейнфельд поблизу Руммельсбургу в Далекій Померанії та переконав їх дати дозвіл. Весілля відбулось 1847 року в Райнфельді (Округ Румельсбург і Пом.). Відтоді віра в особистого Бога грала для Бісмарка велику роль.
У родині Отто та Йоганни Бісмарків народилось три дитини. Йоганна підкорила свої бажання служінню своєму чоловікові, та водночас між ними утворився міцний емоційний зв'язок, якого Бісмарк не міг досягнути із матір'ю. Листування подружжя стало надбанням скарбниці літератури листування XIX століття.

## Початок політичної кар'єри

### Прибічник консерваторів
Бісмарк розпочав політичну кар'єру на місцевому рівні. Проживаючи в маєтку Ніфоф він був обраний депутатом від району Наугард 1845 року в раді провінції Померанія, де в поодиноких випадках підтримував свого брата в Земельній раді (нім. Landrat). Завдяки своїм знайомим у 1843/1844 роках Отто познайомився з впливовими консерваторами, особливо з братами Ернстом Людвігом та Фрідріхом Леопольдом Герлах. Не в останню чергу через бажання зміцнити це знайомство, 1845 року він здав в оренду маєток та переїхав до Шенхаузена. Це село розташовувалося ближче до Магдебургу, тогочасного місця служби Людвіга фон Герлаха. У 1846 році Бісмарк отримав першу посаду на державній службі після призначення головним інспектором гребель в Ієрихов.
Головною метою Бісмарка в цей час було стояти на захисті панівного положення землевласницької аристократії в Пруссії. Консервативні політики відкидали ідею абсолютистсько-бюрократичної держави та мріяли про відродження співурядування класів, аристократії в першу чергу. Разом з братами Герлах Бісмарк, наприклад, виступав за збереження маєткових судів (нім. Patrimonialgericht).
Бувши наступником у саксонській провінційній раді, 1847 року Бісмарк став представником лицарства провінції Саксонія в Об'єднаній земельній раді (нім. Vereinigter Landtag).
У цій колегії, де домінувала ліберальна опозиція, вже після першої промови Бісмарк показав себе суворо консервативним політиком, коли заперечив впровадження ліберальних реформ внаслідок Війни шостої коаліції. В «Єврейському питанні» (нім. Judenfrage) він однозначно висловився проти політичного зрівняння в правах євреїв. Ці та подібні заяви викликали серед лібералів сильне обурення. Тоді Бісмарк знайшов у політиці таке поле для діяльності, яке відповідало його вподобанням: «Ця справа захоплює мене набагато дужче, аніж я думав».
Через захоплення політичною боротьбою він не мав часу навіть на сон та їжу. По завершенню зборів Бісмарк здобув собі ім'я в консервативних колах. Також на нього звернув увагу король. І хоча Бісмарк затято відстоював консервативні принципи, він був прагматиком, готовим вчитись у своїх політичних опонентів. Зокрема, в нього з'явилась ідея створити консервативну газету на противагу ліберальній «Deutschen Zeitung».
Бісмарк був кардинально проти Березневої революції. Коли до нього дістались повідомлення про успіх заворушень в Берліні, він запропонував озброїти селян Шенхаузена та виступити разом із ними на Берлін. Однак командувач у Потсдамі генерал Карл фон Прітвіц відкинув цю пропозицію. Також Бісмарк спробував переконати принцесу Августу, дружину майбутнього короля Вільгельма I в необхідності контрреволюції. Августа відкинула ці пропозиції як інтриганські та нелояльні. Через поведінку Бісмарка майбутня королева тривалий час ставилась до нього з антипатією. Після визнання революції Фрідріхом Вільгельмом IV контрреволюційні плани Бісмарка зазнали поразки.
Бісмарк не був вибраний до Прусських національних зборів. Натомість він взяв участь в позапарламентських зборах консерваторів. Влітку 1848 року політик брав участь в заснуванні та внутрішньому оздоблені газети «Neuen Preußischen Zeitung» (через хрест на першій шпальті також називали «Kreuzzeitung»). Для цієї газети він написав велику кількість статей. У серпні 1848 року Бісмарк став одним зі співініціаторів так званого «Юнкерської ради» (нім. Junkerparlament). На цю раду збирались сотні аристократів-землевласників, аби висловити протест проти втручання в їхню приватну власність.
Ця діяльність призвела до того, що консервативне оточення короля Фрідріха Вільгельма IV стало все більше поважати Бісмарка. Сподівання Отто отримати посаду прем'єр-міністра після контрреволюції листопада 1848 року не справдились, оскільки навіть в консервативних колах його сприймали як надто радикального. На берегах листа з відповідною пропозицією король записав: «скористатись лише там, де багнет безмежно править».

### Реальна політика

Бісмарк (праворуч) та король Фрідріх Вільгельм IV, 1848 р.

У січні та липні 1849 р. Бісмарк був обраний в другу палату прусського парламенту. Тоді він вирішив повністю присвятити себе політиці та переїхати з родиною до Берліна. Так він став одним з перших професійних політиків Пруссії. У парламенті він виступав рупором радикальних консерваторів. Питання націоналізму були для нього на другому плані, на першому — збереження влади Пруссії.
Союзну політику Йозефа фон Радовіца та прагнення короля здобути єдність німців згори Бісмарк сприймав як нереалістичні та безглузді. У прусському парламенті він своє критичне ставлення не приховував. Промова 6 вересня 1849 року змінила ставлення в політичних колах до нього. Завдяки зваженим та гнучким аргументам у рядах консерваторів його стали сприймати не лише як гострослова. Таким чином, Бісмарку вперше було запропоновано високу посаду на державній або дипломатичній службі. Незважаючи на критику проєкту німецького союзу, Бісмарк був обраний до Ерфуртського союзного парламенту та служив там секретарем.
Хоча Бісмарк був противником парламентаризму, в Ерфурті він став одним із найвпливовіших спікерів того часу, до промов якого прислуховувались й політичні опоненти.
Після краху Ерфуртського союзу Бісмарк взяв на себе важке завдання захисту Ольмуцького договору в Прусському парламенті. Його підхід полягав у тому, щоб захищати консервативні принципи, не звертаючись до будь-яких ідеологій:
«Єдина здорова основа великої держави, чим вона відрізняється від маленької держави, полягає в державному егоїзмі, а не романтиці, і великій державі не личить перейматись справами, які не належать її інтересам.»
Наголошуючи на державництві, політиці влади та переслідуванні інтересів, Бісмарк віддалився від традиційного консерватизму, що (радше із захисних позицій) виник як протест проти сучасної, централізованої, бюрократизованої та абсолютної держави.

## Дипломат

### Посланець до Бундестагу

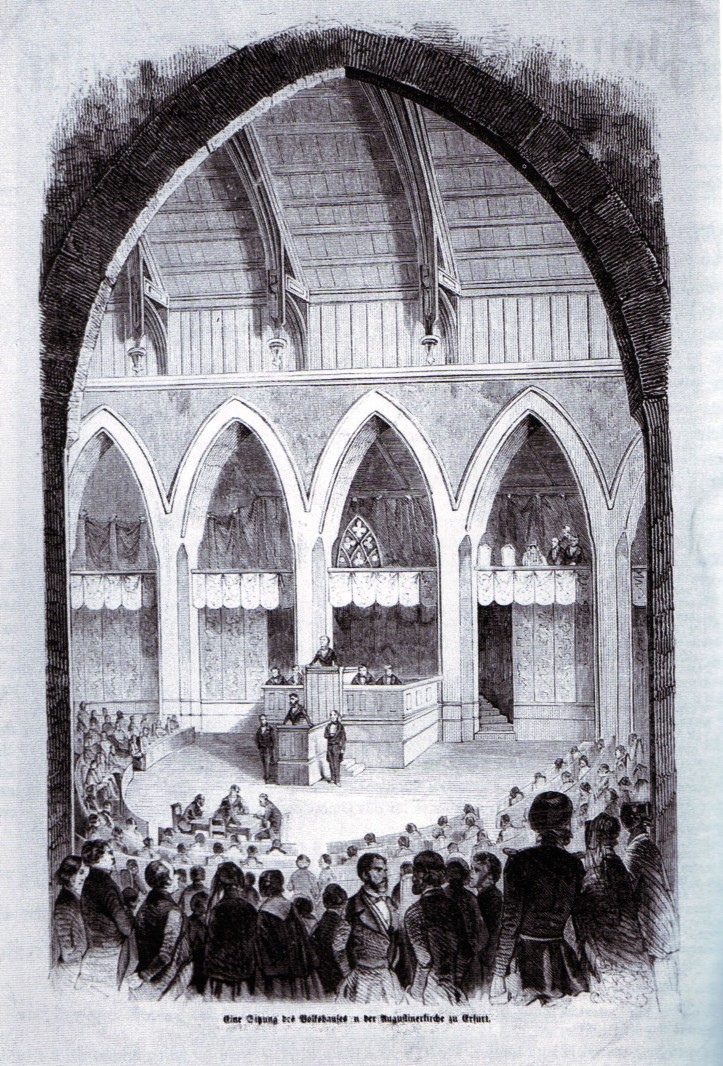
Засідання ерфуртського союзного парламенту в залі Церкви Августа, 1850 р.

18 серпня 1851 року, попри відсутність дипломатичної освіти, за наполяганням Леопольда фон Герлаха Бісмарк був відправлений Фрідріхом Вільгельмом IV як посланець від Пруссії до Бундестагу у Франкфурті. Посада у Франкфурті, за його оцінкою, була найвагомішою серед дипломатичних представництв Пруссії. Призначення Бісмарка було сприйнято громадськістю як ознака перемоги соціальної та політичної реакції та як ознака капітуляції Пруссії перед Австрією. У Франкфурті Бісмарк діяв дуже самостійно. Інколи він опинявся навіть в опозиції до політики керівництва в Берліні.
У першу чергу Бісмарк довів, що, бувши депутатом, він залишається людиною вкрай консервативних поглядів. Його поведінка під час дебатів 25 березня 1852 року призвела до дуелі на пістолетах із депутатом-лібералом Георгом фон Вінке, внаслідок якої обидва лишились неушкодженими.

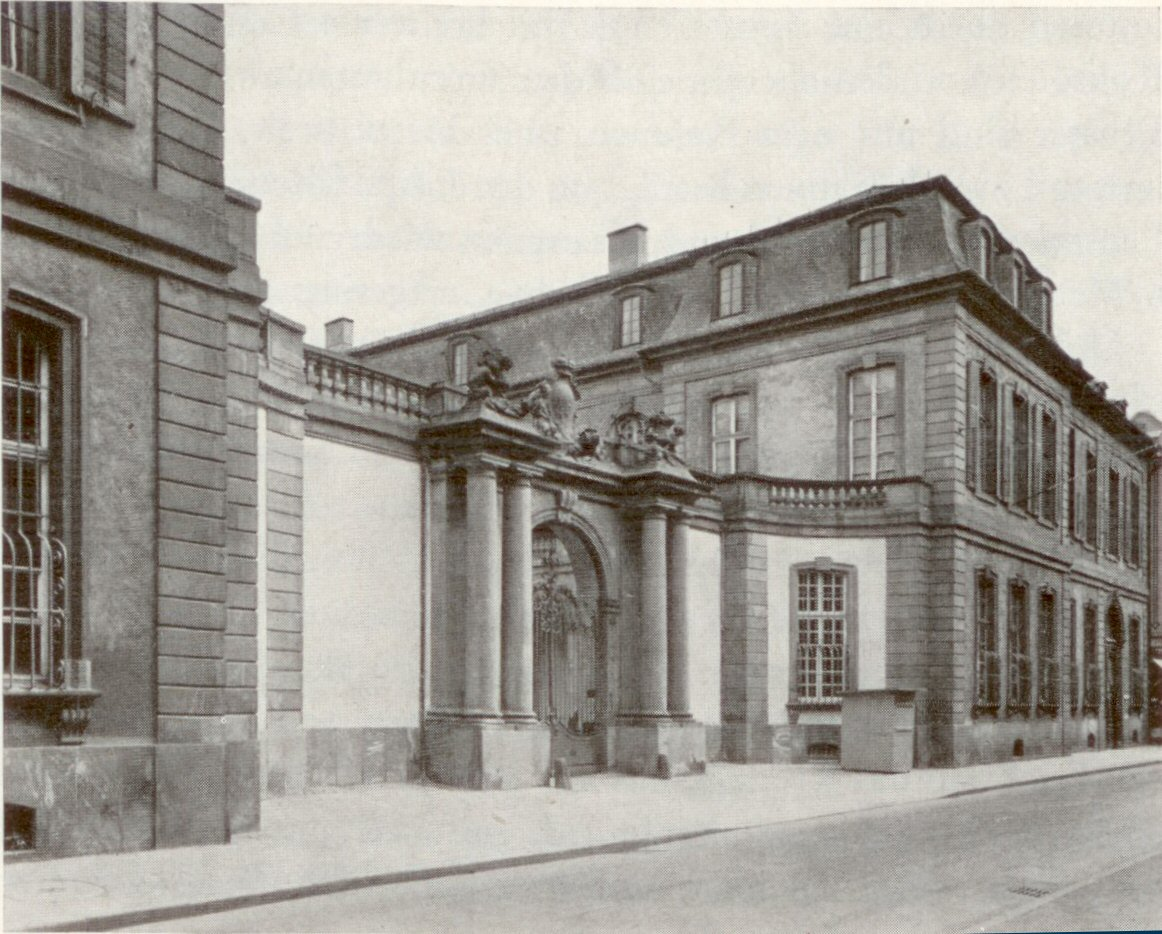
Палац Турна та Таксіс у Франкфурті, в якому засідав Бундестаг, приблизно 1900 р.

По завершенню дії Ерфуртського союзу Бісмарк не бажав, аби австрійський прем'єр-міністр Фелікс цу Шварценберг ставив Пруссію як «молодшого партнера» Австрійської імперії. Йому та керівництву в Берліні було важливо домогтися визнання Пруссії рівноправним партнером. Тому Бісмарк весь час шукав приводи для суперечок із представником Австрії Фрідріхом фон Тун-Гогенштайном (нім. Friedrich von Thun-Hohenstein), піддавав Відень гострій критиці, а інколи зривав роботу Бундестагу, аби показати обмеженість можливостей Австрії у Франкфурті. Через його діяльність Австрія також відмовилась від вступу до Німецького митного союзу.
Рішення прусського уряду 1854 р. (на тлі Кримської війни) оновити оборонний та військовий союз з Австрією наштовхнулось на критику з боку Бісмарка. Після оголошення війни Австрією проти Росії в 1855 році, за допомогою витончених маневрів Бісмарку вдалось перешкодити мобілізації збройних сил федерації проти Росії. Цей успіх посилив його репутацію дипломата. Після поразки Росії в Кримській війні він розпочав агітацію в різноманітних виданнях за надання допомоги російському цареві та Франції в надії послабити таким чином Австрію. Найповніше він описав своє бачення зовнішньої політики в так званому «листі до високості» (нім. Prachtschrift) 1856 року. Його погляди призвели до глибокого конфлікту з консервативним оточенням братів Герлах, які сприймали Наполеона III Бонапарта як представника революції та бачили в ньому «природного ворога». У відповідь Бісмарк заявив, що легітимність державного керівництва його не цікавить. Натомість у міжнародних відносинах його цікавлять не консервативні принципи, а інтереси держави. Такі погляди посилили в стані консерваторів його репутацію егоїстичного опортуніста.

### Посланець до Петербурга й Парижа

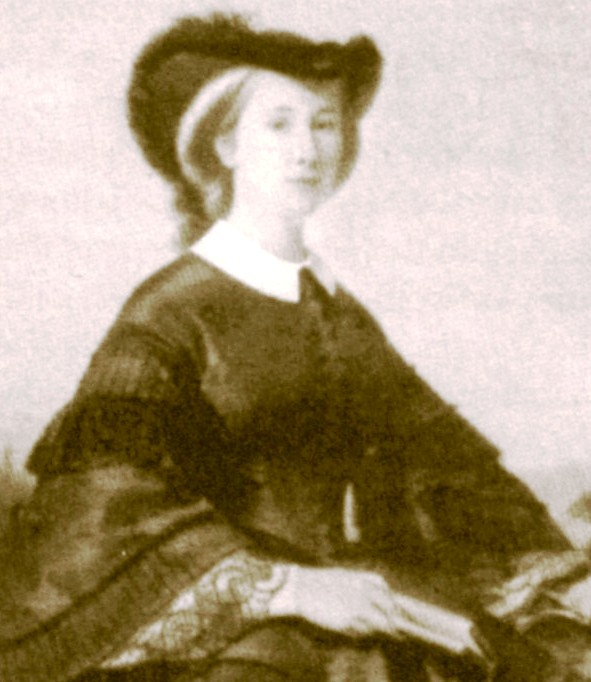
Катерина Орлова

Конфлікт із братами Герлах мав і внутрішньополітичні причини. Консерватори втратили вплив після сходження на трон принца Вільгельма в 1857 році; натомість, додалась вага ліберально-консервативній коаліції. На початку періоду «нової ери» (нім. Neuen Ära) Бісмарк спробував зберегти свій вплив, тримаючись на відстані від радикальних консерваторів. У розлогих статтях він тепер розмірковував про «національну місію» Пруссії та про союз із національно-ліберальним рухом. Тому він вдався до помітних змін у політичному курсі. Зокрема, боротьба за єдність німців не була для нього основною метою, а ідеєю було скористатись німецьким націоналізмом для посилення влади Пруссії.
Не справдились очікування Бісмарка, які той покладав на зміну політичного клімату в Пруссії. У січні 1859 року він був відправлений дипломатом до Санкт-Петербурга. Сам Бісмарк казав про те, що його заморозили, відправивши до Неви. Переїзд дався родині дуже важко, оскільки подружжя Бісмарків пережило у Франкфурті найщасливіший період свого життя. На новій посаді Бісмарк, у першу чергу, вдосконалив свої дипломатичні навички та насолоджувався доброзичливістю російського двору й імператорського подружжя. Однак сам він прагнув найвищих посад у Пруссії. Він спостерігав із надією перебіг конституційної кризи в Пруссії, марно сподіваючись отримати посаду прем'єр-міністра в квітні 1862 року. Натомість Бісмарк був відправлений до Парижа, та цю роботу він з самого початку сприймав як тимчасову.
У цей час у Бісмарка стався роман з княгинею Катериною Орловою, дружиною російського посла в Бельгії Миколи Олексійовича Орлова. Це була остання легковажна витівка Бісмарка, після якої він присвятив себе виключно політиці.

## Прем'єр-міністр Пруссії

### Призначення

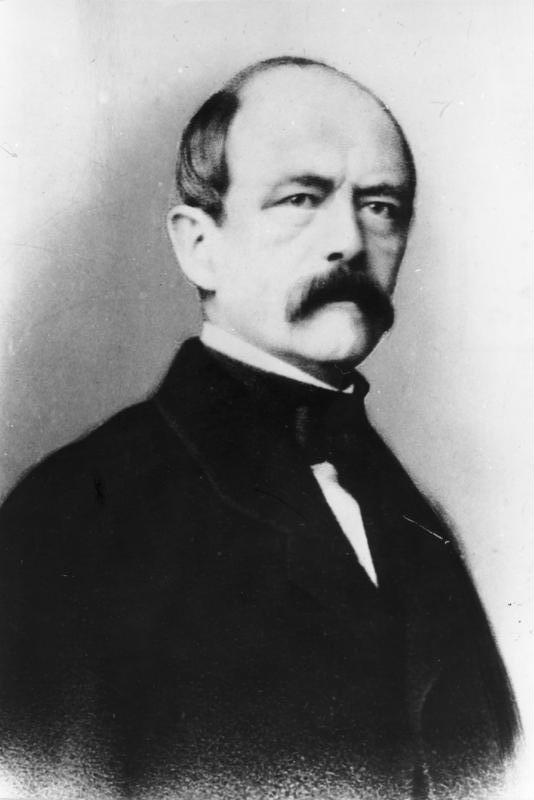
Отто фон Бісмарк, приблизно 1860 р.

Тим часом у Берліні зміцнилось негативне ставлення лібералів до запланованої військової реформи. Ніхто не заперечував необхідність цієї реформи. У порівнянні з іншими великими державами, чисельність прусської армії залишалась на рівні 1815 року. Навіть в порівнянні з Австрією, військові сили Пруссії були набагато слабші. Офіційно встановлена обов'язкова служба в армії була лише на папері, і вже тривалий час точились спроби приєднати Ландвер до регулярної армії. Загалом, союз із лібералами стосовно військової реформи був можливий, однак Вільгельм I вважав, що вимушені поступки надто сильно послаблять владу короля.
Як наслідок, ліберали загострили критику, а палата депутатів відмовилась виділяти необхідні для реформи кошти. У березні 1862 року парламент був розпущений, та сформований новий уряд. У цьому уряді найбільший вплив мали вже не ліберали «Нової ери», а консерватори, наприклад, міністр військових справ Альбрехт фон Роон. На перевиборах переможцем виявилась щойно створена Прогресивна партія, а консерватори втратили місця в парламенті.
У такій безвихідній ситуації Вільгельм I розглядав можливість зректись престолу на користь свого сина, майбутнього імператора Фрідріха III. Після наради з міністрами, уряд підготував проєкт акту зречення престолу.
Генерал Роон вбачав у призначенні Бісмарка прем'єр-міністром єдину можливість завадити зміні престолу та уникнути приходу до влади ліберального принца. Телеграмою «Periculum in mora. Dépêchez-vous!» («Вагання небезпечні. Поспішайте!») він покликав Бісмарка назад. Після 25 годинного переїзду залізницею 20 вересня 1862 року Бісмарк знову був у Берліні. Через два дні король зустрівся з Бісмарком у замку Бабельсберг. Про зміст та перебіг розмови відомо лише із спогадів Бісмарка, які, на відміну від решти його спогадів, з досить високою ймовірністю правильні по суті. Бісмарку вдалось здобути підтримку короля, показавши себе його вірним прибічником. Він обіцяв здійснити військову реформу та наголосив на фундаментальній важливості досягнення згоди стосовно неї. Йшлося про боротьбу за «правління короля чи парламентаризм». Аби завадити останньому, Бімарк попросив дозволу на «період диктатури.» Король спитав, чи готовий Бісмарк здійснити військову реформу в повному обсязі, навіть всупереч рішенням більшості в парламенті. Отримавши згоду, король під впливом рішучості Бісмарка зазначив: «тоді мій обов'язок продовжити разом з вами боротьбу, я залишаюсь на престолі». Бісмарк був призначений королем на посаду прем'єр-міністра та міністра зовнішніх справ.

### Співпраця з королем
Інавгураційна промова лягла в основу незвичних стосунків між Бісмарком та королем упродовж наступних десятиліть. Бісмарку вдалося завоювати надзвичайну довіру Вільгельма I. Попри те, що за наступні роки траплялись розбіжності в поглядах, але вони не зруйнували взаємну довіру між королем та Бісмарком.
У деяких випадках Бісмарку вдалось отримати надзвичайні повноваження, якими він згодом скористався. Зокрема, йому було гарантовано, що його міністри доповідатимуть королеві лише за його згодою.
Бісмарк залишався консервативним та, передусім, прагматичним політиком не обмеженим ідеологічними доктринами. Ідеали, теорії, принципи не відігравали для нього першорядного значення; все, що мало для нього значення, це інтереси держави. Тому зміцнення влади Пруссії було важливою метою. З точки зору Бісмарка, статус наддержави Пруссія могла здобути лише здобувши панівне положення в Європі за рахунок Австрії та інші держави з цим мусили б змиритись. Для нього йшлося не про націоналізм у загальновизнаному значенні, а про реалізм у міжнародних відносинах. Він зрозумів, що зовнішньополітичні успіхи допомагатимуть й у внутрішній політиці. Бісмарк хотів зберегти монархію та авторитарну державу так само, як і особливе положення військових та аристократії. Однак, на першому місці стояла сила держави. Цьому служив і тимчасовий союз із націоналістичним та ліберальним рухами.

### Конституційний конфлікт
Спочатку, в широких політичних колах, навіть серед консерваторів, ставлення до Бісмарка було обережним, його все ще сприймали як радикального реакціонера. Йому виявилось складно знайти міністрів для свого уряду: «нам пощастить, якщо вдасться знайти та втримати восьмеро чоловік.» Перший уряд Бісмарка складався переважно з другорядних постатей, зокрема Карл фон Бодельшвінх, Генрих Фрідріх фон Іценпліц та Густав фон Ягов. У своїх спогадах Бісмарк визнав, що деякі з міністрів його кабінету «були неспроможні керувати своїми міністерствами». За винятком Роона вони не мали розуміння загальної політичної ситуації, деякі навіть були «ледачими та схильними до розваг».

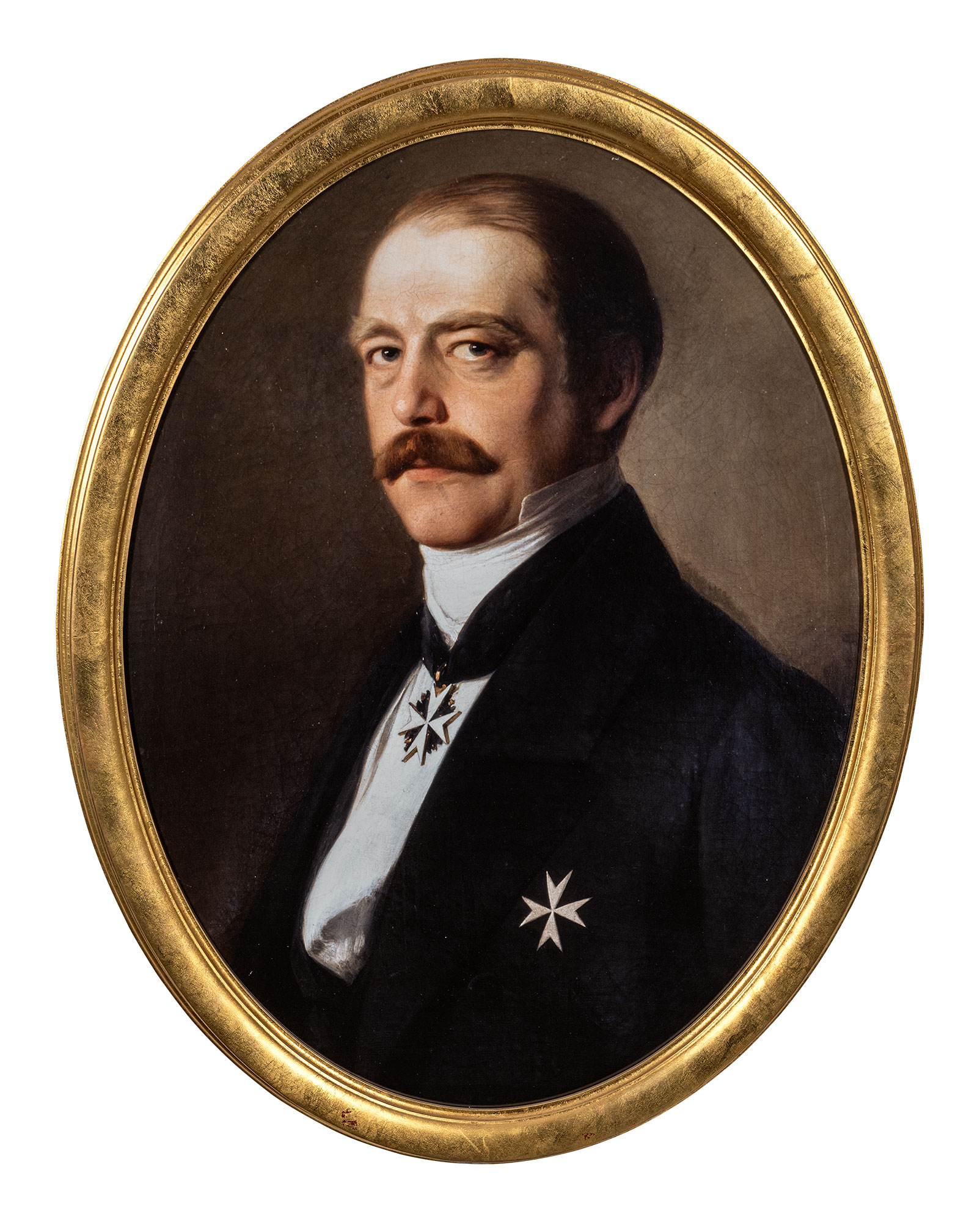
Бісмарк на посаді прем'єр-міністра, 1860-і рр.

На цьому тлі Бісмарк виступав тим, хто мав вирішувати всі питання. За повідомленням одного міністра, Бісмарк відігравав головну роль в розв'язанні суперечок із лібералами.
Спочатку Бісмарк спробував послабити опозицію не лише через погрози, а й через врівноваження її впливу. Ці спроби виявились невдалими, оскільки своїми заявами він відновив свою славу радикального консерватора. Поширеним став фрагмент його промови:
«Німеччина дивиться не на прусський лібералізм, а на її силу. […] Великі питання часу вирішуватимуться не розмовами і резолюціями більшості […] — але залізом і кров'ю»
Насправді промова «Залізом та кров'ю» була замислена як пропозиція союзу лібералам та націоналістам. Хоча ліберальна більшість парламенту була згодна з тим, що «Німецьке питання» не може бути розв'язане без насильства, промова Бісмарка була оцінена як прямий заклик до насильства та зовнішньополітична афера. Як наслідок, за Бісмарком закріпилась слава схильного до насильницьких політик діяча. Надалі Бісмарк відмовився від курсу на зближення та боровся проти лібералів всіма доступними засобами. Засідання парламенту були перенесені. Через це восени 1862 року Бісмарк урядував без офіційного бюджету. На початку 1863 року був знову скликаний парламент. Бісмарк виправдовувався популярною, але дуже суперечливою теорією пробілу. Згідно з нею, нормальний політичний процес у державі ґрунтується на пошуку компромісів між королем, верхньою та нижньою палатою. Якщо одна зі сторін відмовляється від співпраці, виникає конфлікт, «а конфлікти, оскільки життя держави не можна зупиняти, перетворюються на питання влади; той, хто має в руках владу, має робити свою справу, оскільки за жодних обставин життя держави не має зупинятись.»
Бісмарк вважав, що безвихідний конфлікт між королем та парламентом не врегульовано конституцією. І цей пробіл має бути заповнено на користь короля. Такий варіант прочитання конституції, на думку багатьох сучасників, був не конституційним. На думку Максимільяна фон Шверін-Пуцара, цей варіант означав, що «Влада понад законом». Досі прусська знать та король спирались на принцип «Закон понад владу (лат. Justitia fundamentum regnorum!). Це гасло прусських монархів, а він хоче посунути якого як можна далі.»
Аби змобілізувати своїх прибічників проти лібералів, Бісмарк вдався до втілення різноманітних планів. Зокрема, він пішов на союз з соціал-демократами. 1863 року він декілька разів зустрічався з Фердинандом Лассалем, однак без практичних наслідків.
Попри сильний опір — навіть відкриту критику з боку наступника престолу — та загальне очікування відставки уряду, Бісмарку вдалось витримати кризу. До високопосадових лібералів, в тому числі депутатів, він застосував репресивні заходи. У той же час, всупереч конституції, свобода преси була практично скасована. 1865 року Бісмарк викликав на дуель професора Рудольфа Віхрова (члена нижньої палати парламенту), яку той проігнорував, оскільки не вважав її сучасним способом з'ясування стосунків.
Конституційна криза продовжилась у 1866 році та перетворилась на затяжну окопну війну. Бісмарк спробував знесилити опозицію. Тривалий час не відбувались засідання парламенту. 9 травня 1866 року парламент знову розпущено. Спочатку Бісмарк розмірковував про державний лад без виборів та без конституції. Що далі, то більше такі ідеї здобували підтримки серед консерваторів, але не в Бісмарка, оскільки такий лад був не здатен гарантувати тривалу стабільність.
Серед іншого, Бісмарк спробував тиснути на опозицію зовнішньополітичними успіхами. Спочатку, ці плани мали відносно слабкий успіх. Перша міжнародна угода, конвенція Альвенслебена від 8 лютого 1863 року на підтримку Росії в придушені повстання в Польщі, наштовхнулась на спротив серед консерваторів у Пруссії. Тиск із боку Великої Британії та Наполеона III позбавили конвенцію сенсу.

### Німецько-данська війна
Питання федеральної реформи відійшло на другий план через кризу світового порядку. Після смерті короля Данії Фредеріка VII, розгорілась суперечка навколо майбутнього обох графств, Шлезвіга та Гольштейна. Фрідріх VIII вимагав їх собі. Німецькі національні угрупування підтримали його та запропонували вступ об'єднаних графств як окремої держави до Німецького союзу. Новий данський король Кристіан IX, який відчував тиск німецьких національних рухів у себе в країні, виступав проти того, щоб інтегрувати Шлезвіг до державного союзу.
На здивування національного та ліберального рухів, Бісмарк не став підтримувати Фрідріха VIII. Водночас він був і проти данської пропозиції та намагався домогтися приєднання обох графств до Прусської сфери впливу. У цей час кризу було неможливо розв'язати засобами міжнародної політики. Тому Бісмарк, як і Австрія, був зацікавлений у створенні нової держави. Австрійці вбачали в «національному розв'язанні» питання Шлезвіг-Гольштейну загрозу власній багатонаціональній державі. На цьому тлі співпраця двох великих держав була ще можлива.
Політика Бісмарка стосовно кризи Шлезвіг-Гольштейну, як і в багатьох інших випадках, не спиралась на якийсь чіткий план. Він виходив із того, що обставини сприятимуть найбільше тому, хто дозволив їм вести себе, і шукав рішення замість спроб підкорити їх собі.
Бісмарк виступив як захисник народних прав та став вимагати від Данії повернутись до Лондонського протоколу 1852 року. Цим він заспокоїв європейські надпотуги. Австрія стала на бік Пруссії. Решта німецьких держав Німецького союзу та Бундестаг тим самим було відкинуто на узбіччя. Бісмарк та посланець від Австрії Алайос Каролі спільно заявили в Берліні, що обидві наддержави залишають за собою право ігнорувати постанови Бундестагу. Тим самим було поставлене під питання подальше існування Союзу Пруссії та Австрії.
Конфлікт навколо Шлезвіга та Гольштейна в лютому 1864 року переріс у війну між Данією та Німецьким союзом. На відміну від попередніх воєн, керував армією не король, а прем'єр-міністр, політичним розрахункам якого була підпорядкована діяльність військових. Головнокомандувач Фрідріх фон Врангель був звільнений за наполяганням Бісмарка після того, як вдався до самовільної діяльності.

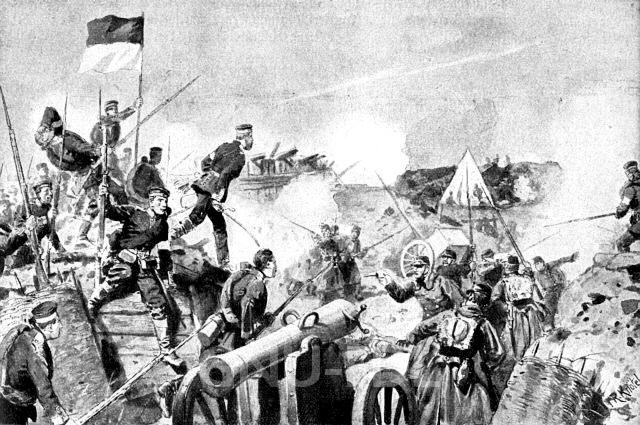
Штурм Дюбболя, 1864 р.

18 квітня 1864 року після перемоги Пруссії в битві під Дюбьолем у Лондоні розпочались перші переговори стосовно врегулювання конфлікту, що суперечило планам Бісмарка. Війна тривала далі, і союзні сили Пруссії та Австрії захопили Ютландію. Данія зазнала поразки. Війна була завершена підписанням Віденської мирної угоди від 30 жовтня 1864 року Данія відмовилась від графств Шлезвіг та Гольштейн. Нетривалі спроби створити власну федеральну державу під владою Аугсбургів зазнали поразки, оскільки Бісмарк намагався цю державу перетворити на щось подібне до прусського протекторату. Натомість обидва графства були підпорядковані спільному керівництву Австрії та Пруссії. Для Бісмарка така конструкція була лише тимчасовим розв'язком. Не в останню чергу через власне прагнення отримати контроль над обома графствами, він знову спровокував пруссько-австрійське протистояння.
У внутрішній політиці успіх в Данії жодним чином не посилив ліберальні партії в Прусському парламенті. Ліберали опинились в обороні, наприклад, виступаючи проти розбудови флоту, всупереч побажанням більшості. У ліберальному русі колишні критики прем'єр-міністра, наприклад Гейнріх фон Трейчке, стали міняти своє ставлення до нього. Ліберали розпались на два табори: тих, хто вірив в можливість об'єднання Німеччини лише за прогресивного уряду, та тих, хто припускав об'єднання за урядування консерваторів.
Австрія побачила слабкість у становищі Бісмарка, та спробувала провести реформу Німецького союзу на користь Габсбургів. Лише з великими зусиллями Бісмарку вдалось вмовити короля взяти його на запланований з'їзд у Франкфурті. Прем'єр-міністр запропонував у відповідь на пропозиції Австрії бачення союзної реформи з боку Пруссії. Як і раніше, він пропонував зрівняти в правах Австрію та Пруссію. Новиною була пропозиція «національного представництва» Це було ніщо інше, як ідея пов'язана з націоналізмом, який був пов'язаний в той час із лібералізмом. Через конституційну кризу Бісмарку не вдалось скористатись цим моментом, оскільки він не був союзником лібералів. На наступних виборах наприкінці жовтня 1863 р. опозиції вдалось зберегти свої позиції.

### Австро-прусська війна
По завершенню війни з Данією Бісмарк ще певний час щиро вірив у можливість пруссько-австрійського союзу під консервативними гаслами. Коли стало зрозуміло, що затверджена Людвігом фон Бігелебеном політика Австрії стосовно Пруссії не передбачає посилення останньої, Бісмарк повернувся до ідеї союзу з лібералами та націоналістами заради розв'язку в малонімецькому сенсі. Слід зазначити, що з самого початку він не відкидав можливість військової розв'язки конфлікту. Він збирався розкрити карти прагненням здобути повний контроль над Шлезвігом та Гольштейном. Поділ відбувся згідно з Гаштайнською конвенцією в серпні 1865 р. Гольштейн був відданий Австрії, а Шлезвіг — Пруссії. Герцогство Лауенбург було підпорядковане Пруссії. У винагороду Бісмарк отримав титул графа. Для нього суперечка з Австрією лишилась відкладеною на майбутнє.

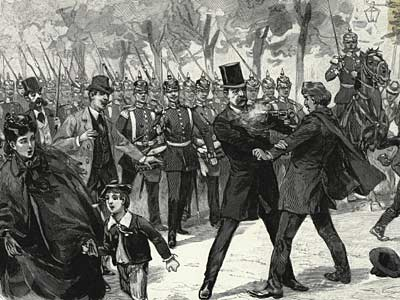
Замах на Отто фон Бісмарка

Бісмарк погодився на війну, оскільки сподівався з її допомогою подолати конституційну кризу та посилити розкол серед опозиціонерів. Основний поворотний момент припав на засідання Королівської ради 28 лютого 1866 року. Бісмарку вдалось переконати короля у необхідності розв'язання війни, а також запобігти королеві Вільгельму I змінити своє ставлення до війни в наступні місяці.
Бісмарк вдався до всіх можливих засобів ізолювати та провокувати Австрію. Однак, він залишав відкритою можливість відступу на випадок, якщо такий курс призведе до спротиву з боку наддержав. Великим успіхом для Бісмарка була нейтральність Наполеона III. Підтримку Італії вдалось досягти із допомогою обмеженого союзного договору. Він потрапив під критику з боку консерваторів, коли заради провокації Австрії запустив у гру німецький парламент, який обирався на прямих виборах. Навіть Людвіг фон Герлах віддалився від нього. Ліберали все ще вважали Бісмарка ненадійним, та відмовились від союзу з ним. Також у громадській думці братовбивча війна серед німецьких держав була вкрай непопулярною. 7 травня 1866 Фердинанд Кохен-Блінд навіть вчинив замах на Бісмарка, аби тільки попередити війну.
Коли 1 червня 1866 року Австрія вирішила передати питання про майбутнє Шлезвіг-Гольштейну на розгляд Бундестагу, стало ясно, що введення прусської армії до Гольштейну порушує Гаштайнську конвенцію. У відповідь Бундестаг на вимогу Австрії оголосив мобілізацію федеральної армії. Пруссія назвала союзну угоду нечинною, і 16 червня 1866 року розпочала військову операцію проти Ганноверського і Саксонського королівств та Гессен-Кассельського ландграфства. Перемога Пруссії була під великим сумнівом. Багато сучасників, зокрема Наполеон III, розраховували на перемогу Австрії. Тобто, Бісмарк поставив все на одну карту.
«Якщо ми програємо […], я сюди не повернуся. Я загину в останній битві.»

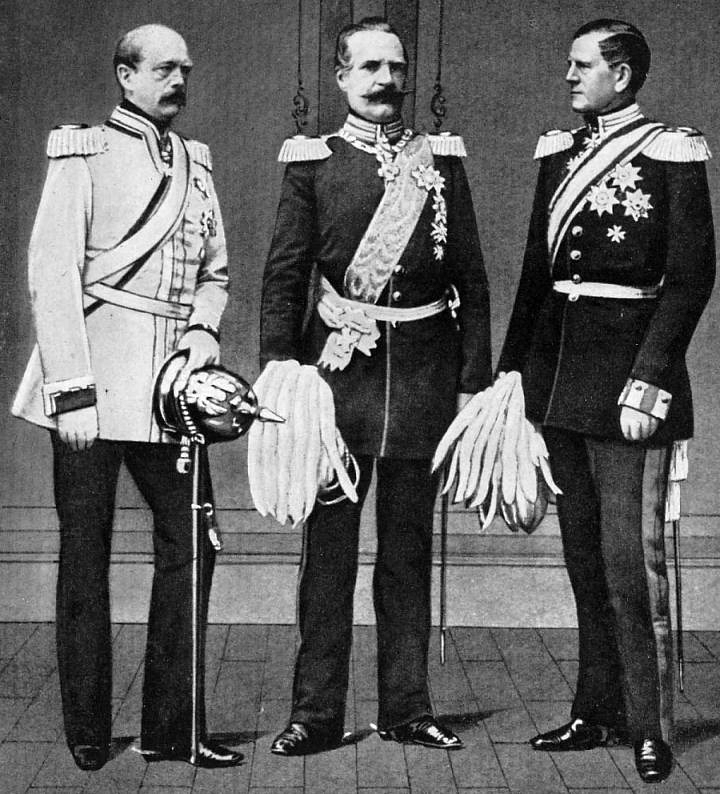
Отто фон Бісмарк, міністр військових справ Альбрехт фон Роон та начальник Генерального штабу Гельмут фон Мольтке

Бісмарк прагнув тримати військову кампанію під власним контролем. Це суперечило планам голови генерального штабу Гельмута фон Мольтке, який збирався перетворити кампанію на необмежену війну. Загроза того, що армія може вийти з-під політичного контролю через коротку тривалість кампанії була невеликою. Через різні причини, зокрема, через розпорошеність війська Німецького союзу, стратегічне застосування залізниці та нової тактики на полі бою, Прусська армія 3 липня 1866 року здобула переконливу перемогу в Битві під Садовою.
На відміну він Вільгельма I та військових, які бажали розграбувати Відень й накласти на Австрію жорсткі репарації, Бісмарк наполіг на поміркованих репараціях оскільки розраховував у майбутньому на підтримку Габсбургів.
Так, Празький мирний договір від 23 серпня 1866 року не вимагав від Австрії жодних територіальних поступок, натомість Австрія мала погодитись на розпуск Німецького союзу та створення Північнонімецького союзу, в якому мала домінувати Пруссія. Шлезвіг-Гольштейн, так само як Ганновер, Гессен-Кассель, Нассау та Вільне місто Франкфурт були анексовані Пруссією. Південні німецькі держави залишились незалежними.
У винагороду за успіх на війні Бісмарк отримав 1867 року дотацію в розмірі 400 000 талерів для маєтку у Варчине. На відзнаку Бісмарк наказав побудувати паперову фабрику у Кемпіце, яка згодом стала найбільшим підприємством Дальньої Померанії, та інші паперові фабрики. Тим самим був закладений фундамент общини Гамермюлє (нім. Hammermühle), сучасного польського міста Кемпіце.

### Завершення конституційної кризи
Війна призвела до того, що, зокрема, консерваторам вдалось посилити свої позиції в прусському Ландтазі. Аби нарешті розв'язати конфлікт із лібералами, Бісмарк оголосив про намір клопотати в Ландтазі про «індемнітет» та погодитись на належне затвердження майбутніх видатків. Цим він визнав те, що починаючи з 1862 року уряд діяв без затвердженого бюджету. Однак, Бісмарк збирався не допустити перетворення цього визнання на визнання провини. З погляду конституційного права, на думку історика Гейнриха Августа Вінклера, позиції уряду були дуже слабкими.
Та стались ніким не очікувані зміни в політичних партіях. Питання погодження на пропозицію Бісмарка призвело до розколу лібералів. Одні пропонували співпрацювати з Бісмарком заради національної єдності, натомість інші вважали, що права і свободи мають переважати над проблемою національної єдності. Цей конфлікт призвів до виходу поміркованих та націоналістично налаштованих лібералів із Прогресивної партії та створення Націонал-ліберальної партії. Подібні зміни відбувались і в таборі консерваторів. Від відданих ідеології старих консерваторів, таких як Леопольд фон Герлах, які віддалились від Бісмарка напередодні війни 1866 року відкололись реалістично налаштовані прибічники Бісмарка та утворили Вільно-консервативну партію. У наступні роки Бісмарк міг спиратись на Націонал-лібералів та Вільних консерваторів.

### Революція згори
Перемога в Австро-прусській війні змінила ставлення в прусському суспільстві до Бісмарка. Сучасники назвали такі зміни «Революцією згори». Сам Бісмарк писав:
«Якщо революція має статись, краще зробити її нам, аніж пережити.»
Ще раніше він сказав:
«Революції в Пруссії справа Королів.»

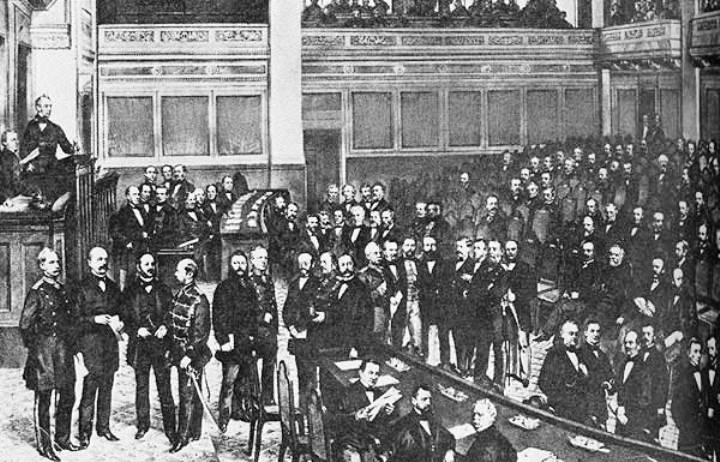
Установче засідання Північнонімецького Райхстагу 24 лютого 1867 р.; Бісмарк стоїть прямо під кафедрою голови Ради

Під час анексії Бісмарк взагалі не звернув увагу на основний принцип консерваторів: легітимність монархічної влади. Райхстаг новоствореного Північнонімецького союзу обирався на демократичних засадах. Основні аспекти Союзної конституції були затверджені особисто Бісмарком, хоча на консультаціях в парламенті він мусив йти на деякі поступки. Тому конституцію, великі частини якої залишились і в Німецькій імперії, називають також Імперською конституцією Бісмарка. Основним завданням було закріпити провідну роль Пруссії на тривалий час. Впроваджену конституцією посаду федерального канцлера, а в часи Імперії — райхсканцлера, Бісмарк заздалегідь готував для себе. Обіймаючи посаду голови прусського уряду та міністра зовнішніх справ, Бісмарк був одним із найвпливовіших політиків. У парламентських нарадах після завершення перших виборів до Райхстагу, Націонал-лібералам вдалось нав'язати Бісмарку додаткові умови.
Однак, армія була виведена з-під парламентського контролю, як і решта міністерств. Парламент не мав повноважень відправити у відставку ані канцлера, ані решту членів уряду. У підсумку, Бісмарк зробив багато поступок ліберальним принципам, однак він зробив все від нього залежне заради того, аби не допустити створення парламентської системи в конституції.

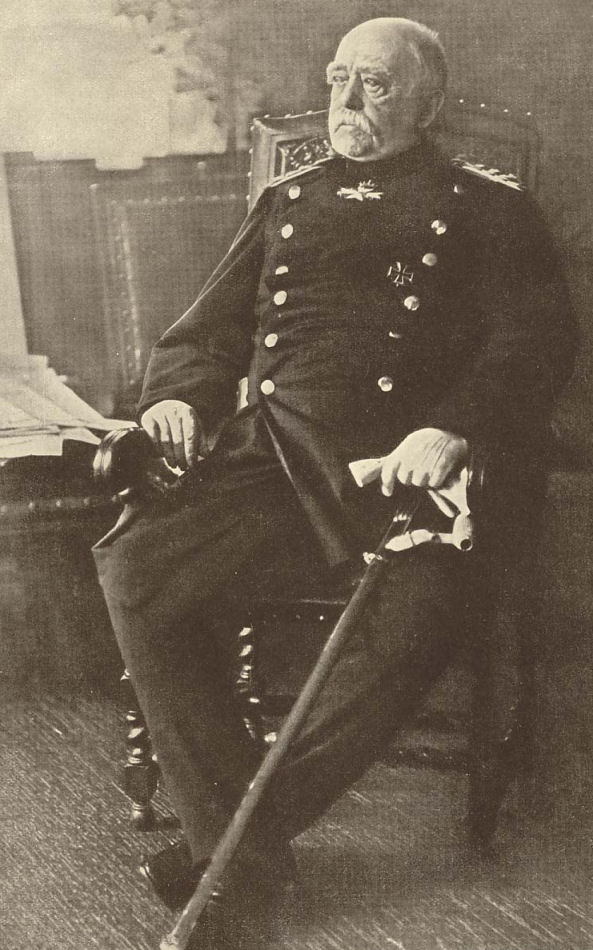
Портрет прем'єр-міністра Отто фон Бісмарка

Внутрішньополітичні зміни вийшли далеко за межі конституції. Вони торкнулись загального правопорядку, економічного та соціального законодавства, аж до владних структур. Слід зазначити, що при всіх недоліках, за короткий час під керівництвом Бісмарка, якого вважали радикальним консерватором, був створений сучасний, на той час, державний апарат. В багатьох аспектах він відповідав ліберальним принципам. Однак, важливі важелі впливу знаходились в інших руках, зокрема Рудольф фон Делбрюк був одним з впливових політиків. Але внесок Бісмарка не слід недооцінювати. Історик Лотар Гал вважає створення сучасної бюрократично-централізованої держави в середині Європи з важливими для розвитку індустріального суспільства правовими нормами та установами заслугою Бісмарка.

### Французько-німецька війна та створення Імперії

#### Шлях до війни
На противагу попередньому функціональному ставленню до національних питань, починаючи з 1866 року поняття нації перетворюється для Бісмарка на основний чинник інтеграції. Бісмарк дійшов висновку, що монархія та пов'язана з нею держава може вижити у віддаленій перспективі лише тоді, коли Пруссія опиниться на чолі національного руху. Водночас, на основі політичної боротьби за владу, він був зацікавлений у приєднанні південнонімецьких держав до Північнонімецького союзу. На меті стояв малонімецький розв'язок німецького питання під прусським керівництвом.

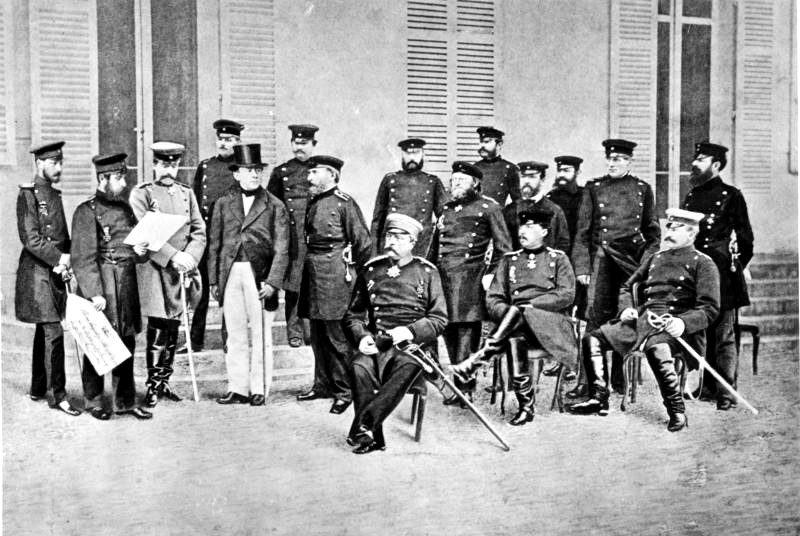
Бісмарк та його штаб у Версалі, 1871 р. (праворуч від Бісмарка сидить граф Хатцфельд та фон Койдел, стоять з ліва на право граф Вартенслебен, Велман, граф Бісмарк-Болен, Бланкарт, Делбрюк (в циліндрі), Цецульке, Бухер, Вієр, Абекен, Віліш, Др. Буш, Тагліоні, Вагнер та фон Гольштейн)

Хоча з південнонімецькими державами були укладені оборонні та військові союзи, однак Північнонімецький союз не став тим магнітом, який би притягнув до себе, як сподівався Бісмарк, інші німецькі держави. Перемогу на виборах 1868 року до ради митного союзу в Баварії та Вюртемберзі здобули противники аншлюсу.
Бісмарк вважав, що лише зовнішня загроза здатна змінити ставлення до аншлюсу на його користь. Взагалі, він не намагався власноруч створити таку ситуацію. Однак він вважав імовірним, що єдність німців має бути досягнута шляхом застосування насильства, але
«наслідком необґрунтованого, заснованого на суб'єктивних судженнях втручання в перебіг історії завжди призводить до незрілих плодів; а те, що єдність німецького народу наразі ще не визріла, видно неозброєним оком.»
У зовнішній політиці Бісмарк розраховував на потужний спротив від Франції створенню національної німецької держави. З боку Франції під гаслом «Помста за Садову» були висунуті територіальні претензії, які призвели до Люксембурзької кризи. Нейтралізація Люксембурга розв'язала проблему в травні 1867 року Бісмарк скористався нагодою, аби посилити антифранцузькі настрої промовами в парламенті та статтями в пресі. Наполеон III розглядав результат конфлікту як поразку, і робив все від нього залежне для послаблення прусських амбіцій. Не ясно, чи взагалі був Бісмарк готовий прийняти придбання Люксембургу Францією, але завадили обставини, чи розв'язок кризи відповідав його розрахункам. Незалежно від цього, відносини між Північнонімецьким союзом та Францією опинились в глибокій кризі.
Нагода розв'язати внутрішньополітичний застій завдяки зовнішньополітичній кризі сталась у 1869/1870 років через кандидатуру представника католицької гілки правлячої в Пруссії родини Гогенцоллернів Леопольда на трон короля Іспанії. Бісмарк скористався кандидатом на престол як подразником для Франції; його метою було зробити так, аби у майбутній війні Франція обов'язково була агресором. Лише в цьому випадку Бісмарк міг сподіватись на загальнонімецьку війну. В тому, що прем'єр-міністр розраховував на війну, в цьому випадку немає жодних сумнівів, однак, як і раніше, він мав ряд запасних варіантів.

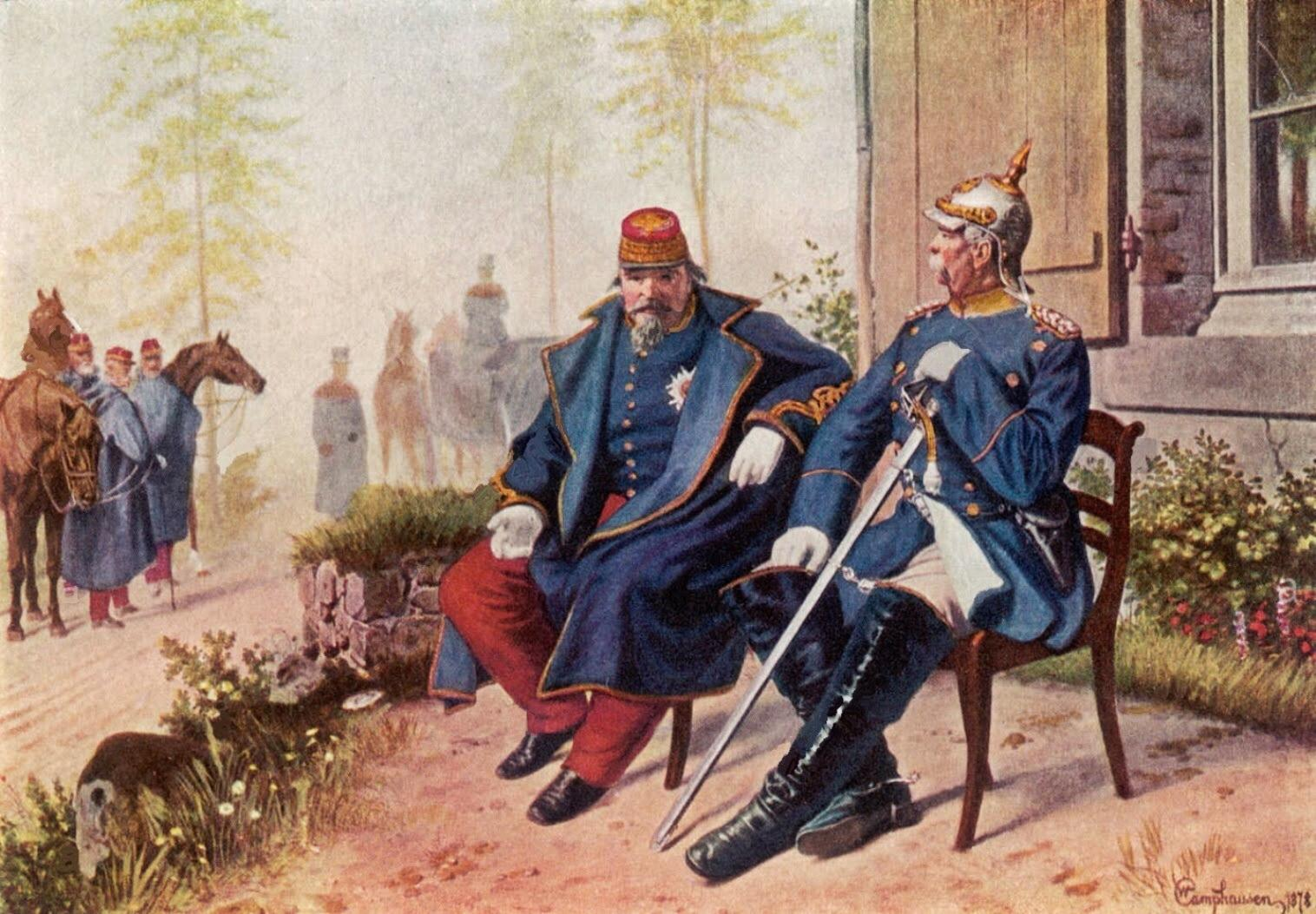
Наполеон III та Отто фон Бісмарк після битви під Седаном

У Франції кандидатура Гогенцоллерна та страх потрапити в оточення країн під владою Гогенцоллернів справила необхідний для Бісмарка ефект. Криза лише посилилась через зречення принца Вільгельма I, однак, відкинув вимоги Франції відмовитись від висунення подібних кандидатур в майбутньому. Король повідомив про це Бісмарка в так званій Емській депеші. Бісмарк відредагував депешу так, аби перекрутити зміст та ще більше загострити її, і передав пресі. Наполеон III був принижений на весь світ. Через реакцію французького суспільства йому не залишилось іншого вибору, аніж оголосити війну Пруссії. Таким чином, як і сподівався Бісмарк, Франція виявилась агресором. В Німеччині громадська думка суцільно була на боці Пруссії, а південнонімецькі держави зажадали приєднатись до союзу. Натомість Франція опинилась в міжнародній ізоляції.

#### Війна та створення Імперії

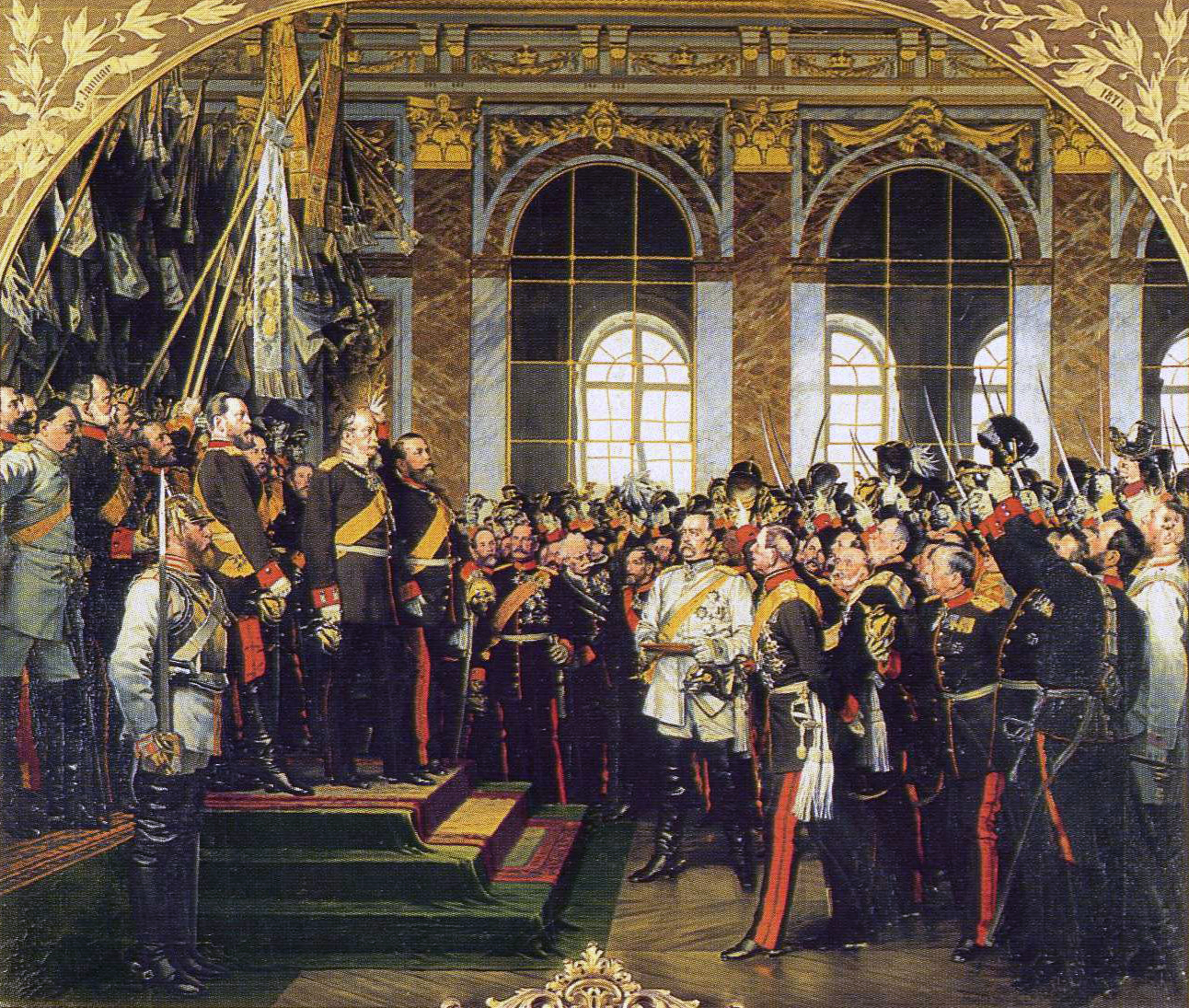
Малюнок Антона фон Вернера: прокламація Імператора Вільгельма I (заснування Німецької імперії) 18 січня 1871 р. Отто фон Бісмарк (в білій формі) в дзеркальній залі Версаля.

Спочатку здавалось, що війна триватиме не довго і невдовзі завершиться. Після взяття в полон Наполеона III в битві під Седаном Друга французька імперія розпалась. Однак, швидко укласти мирну угоду не вдалось, оскільки Німеччина, з Бісмарком на чолі, зажадала відокремлення Ельзаса-Лотарингії. Ці територіальні вимоги були висунуті й через тиск громадської думки в Німеччині. В короткій перспективі це призвело до того, що новостворений французький уряд не просто продовжив війну, а перетворив її на загальнонаціональний опір. У віддаленій перспективі німецько-французькі відносини сильно погіршились через Ельзас-Лотарингію. Послаблення Франції стало основною метою зовнішньої політики Бісмарка.
Протягом війни прем'єр-міністр неодноразово втручався в рішення військових. Це призводило до запеклих конфліктів з військовим керівництвом, які досягли піку при розгляді питання доцільності облоги або обстрілу Парижа. Бісмарк наполягав на обстрілі міста.
Війна примусила перейти до оборони противників об'єднання Німеччини в південнонімецьких державах. Починаючи з середини жовтня 1870 року у Версалі розпочались переговори між Бісмарком та делегаціями південнонімецьких країн. Під час переговорів Бісмарк відмовився від прямого тиску, натомість наголосив на перевагах об'єднання. У підсумку, йому вдалось втілити свої плани.
Першими про приєднання до Північнонімецького союзу оголосили Баден та Гессен-Дармштадт. Вюртемберг та Баварія відкрили шлях до створення Німецької імперії, коли їм були гарантовані особливі права. Бісмарк власноруч написав «Імператорський лист» в якому Людвіг II фон Байерн просив Вільгельма I погодитись стати імператором. На віддяку Бісмарк заплатив Людвігу грошима з Вельфського фонду. З великими зусиллями вдалось Бісмарку переконати Вільгельма I, який побоювався втрати ваги Прусського королівства, стати імператором.
18 січня 1871 року в дзеркальній залі Версаля відбулось «проголошення імператора». Цим було зафіксовано заснування Німецької імперії. Через декілька днів Париж оголосив капітуляцію. Французько-прусська війна завершилась 10 травня 1871 року підписанням Франкфуртської мирної угоди.
Бісмарк опинився на вершині своєї політичної кар'єри. Йому був подарований титул герцога, також Вільгельм I подарував Саксенвальд неподалік Гамбурга. Бісмарк став одним з найбільших землевласників Імперії і заможним завдяки вправному розпорядженню його грошима Герсоном Бляйрьодером. Бісмарк придбав колишній готель в Фрідріхсру в «Саксонському лісі» та наказав його перебудувати. Після 1871 року Фрідріхсру перетворився на центр його особистого життя.

## Райхсканцлер
Новостворена Імперія успадкувала велику частину Конституції Північнонімецького союзу. Обіймаючи посади райхсканцлера, голови Федеральної ради (Бундесрату), прем'єр-міністра Пруссії та міністра зовнішніх справ, Бісмарк залишився найвпливовішим політиком. До того ж, він міг спиратись на свій авторитет засновника Імперії. Його авторитет визнавав і Вільгельм I, завдяки чому Бісмарку зазвичай вдавалось отримати згоду на свої ініціативи від Німецького імператора. Вільгельм скаржився, що: «геть не просто жити під правлінням такого канцлера.»

### Родина та сімейні справи

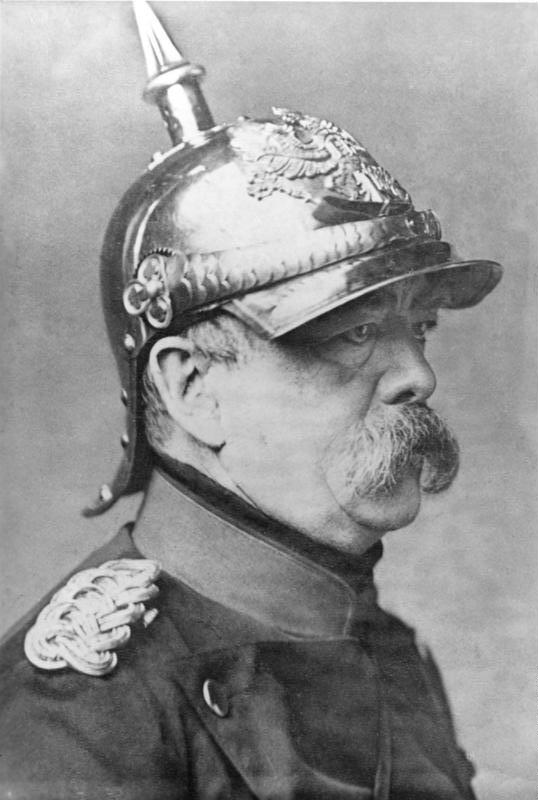
Отто фон Бісмарк в уніформі кірасирів, приблизно 1880 р.

Через пристрасть до політики та постійну боротьбу за владу, Бісмарк був радий інколи скинути з себе вагу цих обов'язків. Вже 1872 він скаржився: «мої сили вичерпано, я більше не можу.» За часи перебування на посаді канцлера Бісмарк не лише фізично виснажився, його здоров'я також погіршилось. Усе частіше він мусив залишатись в своїх маєтках місяцями. Він пив та їв понад міру. Його вага весь час збільшувалась, і 1879 року він вже важив 247 фунтів (112 кг). У нього з'явилось багато хвороб, деякі з них стали хронічними, зокрема ревматизм, запалення вен, порушення травлення, геморой та перш за все безсоння викликане нестриманістю. Окрім зловживання алкогольними напоями та паління тютюну, сучасники розповідали про вживання морфію. Лише Ернсту Швенінгеру вдалось переконати Бісмарка в 1880-ті дотримуватись здорового способу життя.
В особистому житті Бісмарка родина мала дуже велику вагу. Але і тут він диктував свої умови. Йому вдалось завадити сину, Герберту 1881 року одружитись на графині Елізабеті цу Каролас-Бойсен, католичці, яка товаришувала та була родичкою багатьох противників Бісмарка, наприклад Марією фон Шляйніц, спочатку пригрозивши виключити сина із заповіту, а потім пообіцявши накласти на себе руки. Герберту довелось примиритись, але відтоді він залишався дуже сумним.

### Зовнішня політика
Заснування Німецької імперії істотним чином змінило баланс сил в Європі. Новостворена імперія знаходилась за межами пентархії, яка склалась в останні сто років, та мала вкрай відмінні від меншої Пруссії військово-політичні властивості. Тому Імперія стала подразником міжнародного порядку. Після тривалого навчання Бісмарк зрозумів, що недовіра решти держав до Німеччини може бути подолана лише самообмеженням та відмовою від подальшого територіального розширення. Тому він виступив із запевненням, що Імперія вже достатньо наповнена. «Ми переслідуємо не політику здобуття влади, а безпеки» він пояснив 1874 року
Основною метою зовнішньої політики для Бісмарка залишилось послаблення Франції. Для цього він вирішив підтримувати гарні відносини з Австрією та Росією, але не надаючи переваги жодній з них. Внаслідок цієї політики було створено Союз трьох імператорів. Те, як складно було для Німецької імперії утримувати своє положення за рахунок Франції, показала спровокована «криза Krieg-in-Sicht». Спроба побудувати німецьку гегемонію стосовно Франції зазнала невдачі.
Хоча Бісмарк хотів лише погрожувати Франції, війна виявилась для нього дуже повчальною. Війна показала, що не можна виключати можливості зближення Франції та Росії. Можливість створення союзу між обома країнами додала клопоту на решту його перебування при владі. Однак і Англія дала зрозуміти, що подальше посилення Німеччини для неї неприйнятне. У випадках невпевненості, основні європейські держави намагались всіма силами попередити порушення військово-політичної рівноваги.

#### Система союзів

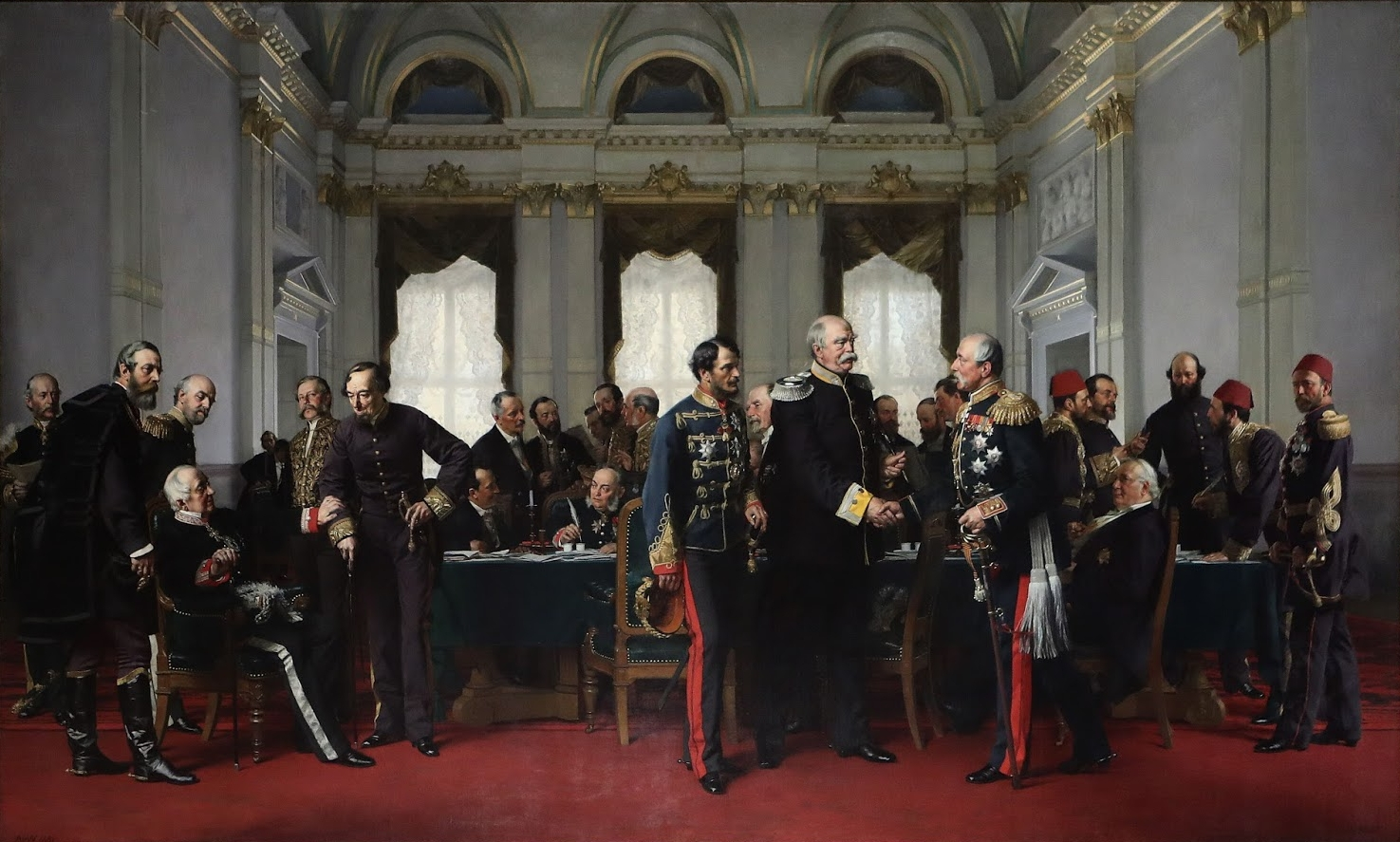
Берлінський конгрес, малюнок Антона фон Вернера; в середині попереду: Отто фон Бісмарк.

Із досвіду кризи Krieg-in-Sicht Бісмарк зробив висновок, що оборона — це єдина реалістична політика для Німеччини. Через знаходження в середині Європи Імперія може бути втягнена у великий збройний конфлікт європейських країн. На основі цього висновку Бісмарк розробив дипломатичну концепцію, згідно з якою конфлікти між основними європейськими країнами мають розв'язуватись на периферії, аби уникнути збройних конфліктів в середині Європи. Вперше цю концепцію було втілено в життя під час Балканської кризи 1875—1878 років. З одного боку, Бісмарк провокував протистояння між державами, а з іншого, утримував конфлікт під контролем. Відповідна зовнішньополітична стратегія була сформульована ним 1877 року в Кіссінгенських тезах. Зокрема він прагнув, «загальнополітичної ситуації, коли всі держави окрім Франції завдяки їхнім взаємовідносинам по можливості утримуються від коаліцій проти нас.»
На Берлінському конгресі по завершенню Балканської кризи в 1878 році. Бісмарк зіграв роль «чесного посередника». Це підняло його зовнішньополітичний престиж закордоном, але також і показало обмеження його концепції. Цар Олександр II поклав на Бісмарка відповідальність за те, що здобутки Росії виявились незначними. Це спонукало Бісмарка посилити співпрацю з Австрією. Що призвело до підписання Австро-Німецького договору 1879 року. На основі цього договору був створений оборонний союз проти Росії, який вплинув на зовнішню політику імперії. Бісмарк власноруч представив союз як щось схоже на відродження Німецького союзу та як «гарантію миру на довгі роки. Популярний серед всіх партій окрім соціалістів та нігілістів».
Бісмарку також вдалось подолати розбіжності між Росією та Німеччиною завдяки чому 1881 року був створений Союз трьох імператорів. Цей союз мав завадити створенню союзу між Росією та Францією. Система союзів була розширена 1882 року завдяки Троїстому союзу між Німеччиною, Австро-Угорщиною та Італією, а також приєднання 1883 року Румунії до союзу з Австрією 1883 року.

#### Прояви імперіалізму

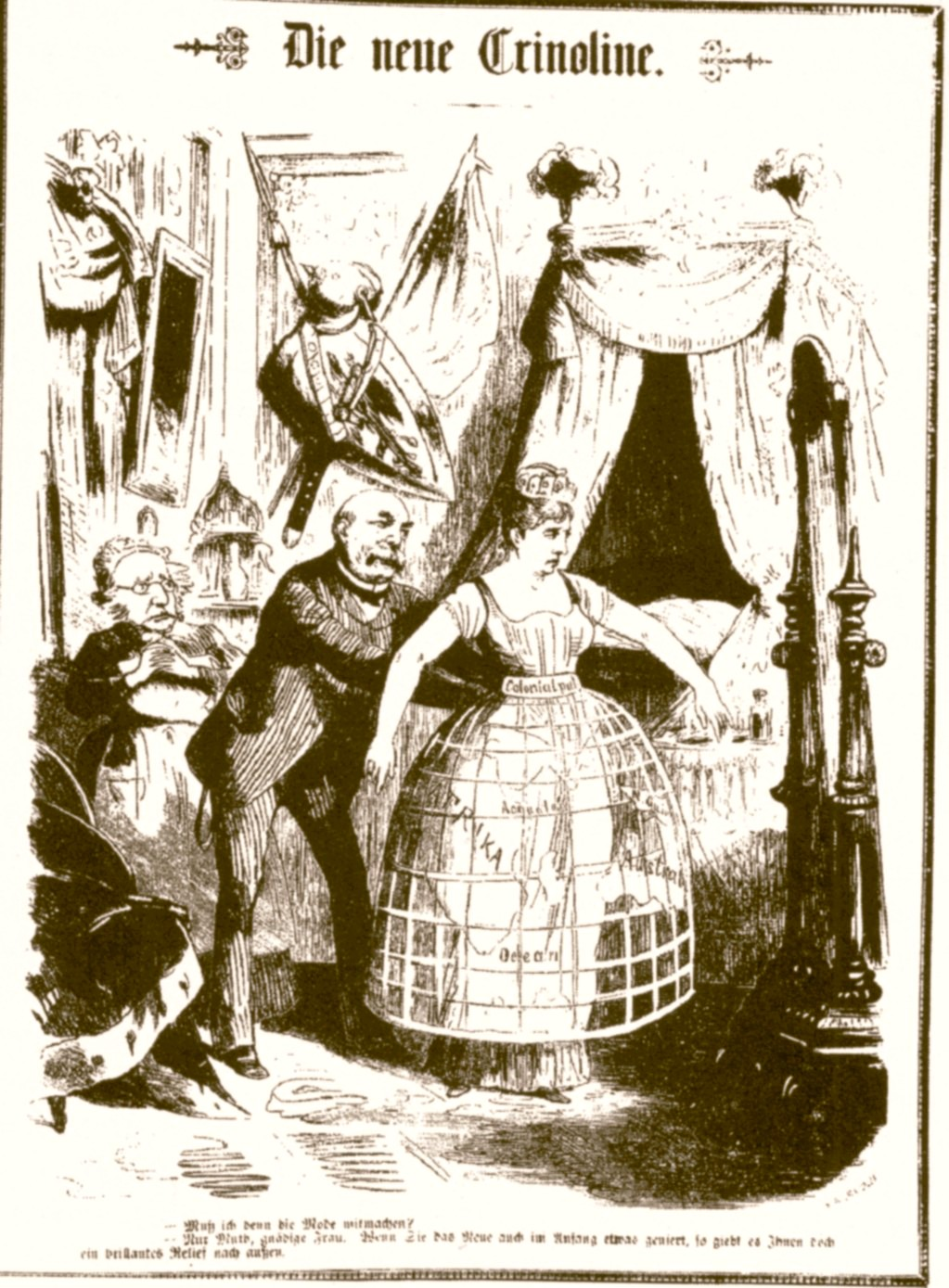
«Новий кринолін. Бісмарк відрізає засмученій Німеччині шматок колоній». Гравюра на дереві Густава Хайля для сатиричної газети «Berliner Wespen» від 13 березня 1885 р.

До середини 1880-х років Бісмарку вдалось забезпечити безпеку імперії дипломатичними засобами. Однак поняття наповненості імперії ставилось під сумнів імперіалістичними рухами того часу.
Сам Бісмарк виступав проти здобуття колоній.
Однак в Німеччині посилився імперський рух, представники якого прагнули здобуття колоній. Бісмарк не міг весь час опиратись тискові з боку цього руху. Різноманітні внутрішньо- і зовнішньополітичні чинники призвели до зміни думки рейхсканцлера. До цього додався острах перед сходженням на трон ліберального, дружнього до Великої Британії майбутнього імператора Фрідріха III. Оскільки колонізація мала погіршити відносини з Великою Британією, колоніалії були покликані «лише вбити клин між кронпринцем та Англією.»
1884 та 1885 року розпочалась експансія у Африку та на Тихий океан. Після того, як внутрішньополітичні обставини у Франції та Англії змінились, Бісмарк втратив інтерес до німецької колоніальної політики. Вона лишилась лише епізодом в історії. 1888 року сказав прибічникові колонізації Ойгену Вольфу:
|  | Ваша карта Африки дуже чудова, але моя карта Африки в Європі. Франція знаходиться ліворуч, Росія — праворуч, а по середині знаходимось ми. Це моя карта Африки. Оригінальний текст (нім.) Ihre Karte von Afrika ist ja sehr schön, aber meine Karte von Afrika liegt in Europa. Frankreich liegt links, Russland liegt rechts, in der Mitte liegen wir. Das ist meine Karte von Afrika. |

Однак мимоволі Бісмарк вивільнив сили, які в часи Вільгельма вже не дозволяли взяти себе під контроль.

#### Криза союзу
У другій половині 1880-х років зовнішньополітична система союзів Бісмарка опинилась під загрозою. Починаючи з 1886 року у Франції посилились ідеї реваншизму. Тимчасово навіть виникла загроза французько-російського союзу та ризик війни на два фронти для Німецької імперії. Бісмарк скористався кризою у відношеннях з Францією для втілення своїх планів посилення армії.
Майже водночас виникла нова криза на Балканах. Бісмарк робив марні спроби врегулювати суперечку між Австрією та Росією. Союз трьох імператорів розпався. У Росії посилились голоси за союз з Францією. Протекціоністська політика Бісмарка ще більше загострила ситуацію. У Німеччині залунали заклики впливових представників армії та дипломатів, таких як Фрідріх фон Гольштейн, Гельмут фон Мольтке та Альфред фон Вальдерзее розпочати превентивну війну проти Росії. Бісмарк рішуче відкидав такі ідеї. Він й надалі вважав, що війни можна уникнути. Як політик-реаліст націоналістичні та соціал-дарвіністичні ідеї не мали для нього жодної ваги.
І хоча стара система союзів Бісмарка розпалась, йому все ж таки вдалось подолати кризу. На Балканах він відмовився «витягати каштани з вогню» для Англії та Австрії. Хоча і ціною розриву з Австрією, йому вдалось запобігти відкритої війни. В лютому 1887 р. Бісмарк був за кулісами створення Середземноморської Антанти між Англією, Австрією та Італією. Мета союзу полягала в обмеженні поширення російського впливу. Невдовзі Бісмарк уклав з Росією договір перестраховки аби знов приєднати її до Німеччині.

### Внутрішня політика

#### Ліберальна ера та культуркампф

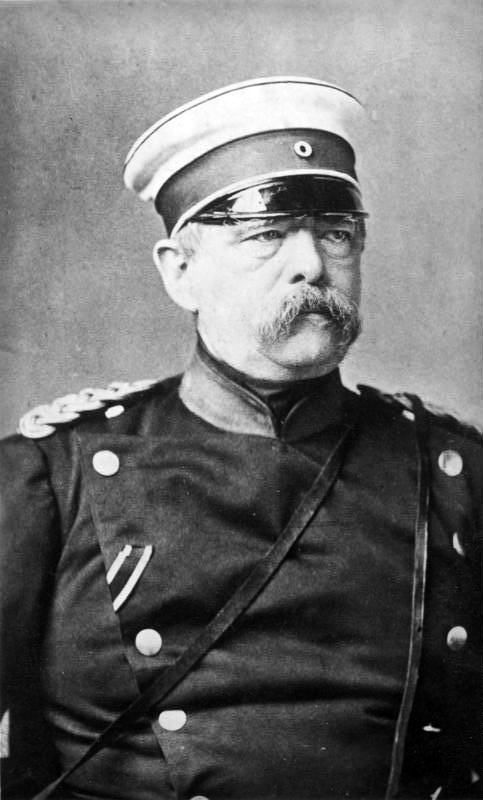
Отто фон Бісмарк в уніформі кірасирів, близько 1875 р.

Як і в часи Північнонімецького союзу, в провадженні внутрішньої політики Бісмарк спирався в перші роки існування Німецької імперії на союз між вільними консерваторами та націонал-лібералами. Це дало істотний поштовх уніфікації, створенню та модернізації економічного та правового порядку як в імперії, так, частково, і в Пруссії. Бісмарк не побоювався повторення конфлікту з консерваторами. Коли Прусська палата депутатів 1872 році відмовилась підтримати земельну реформу, Бісмарк запропонував Вільгельму I надіслати нових депутатів до парламенту, скориставшись відповідним повноваженням (нім. "Pairsschub"). Обурення серед консерваторів було дуже сильним, і Роон навіть закликав до загальнодержавного страйку. Через вимоги Роона, Бісмарку довелось піти з посади прем'єр-міністра Пруссії. Оскільки Роон виявився недостатньо досвідченим для цієї посади, Бісмарк невдовзі повернувся на посаду прем'єр-міністра.
У багатьох випадках стали проявляти себе межі співпраці Бісмарка з лібералами. Найбільше суперечок спричинило з 1873 року питання реорганізації армії. Націонал-ліберали не могли погодитись на запропоноване Бісмарком фактичне усунення парламенту від контролю видатків армії. Розв'язок був знайдений в 1874 році через компромісну пропозицію Йохана Міквеля. Відтепер видатки мали бути затверджені раз на сім років («Септенат»). Попри цей відносний успіх, Бісмарк окреслив лібералам межі свого бажання до співпраці, хоча вони й дали йому фактично вісім років свободи діяльності. Водночас посилилась підтримка ставлення Бісмарка до армії в Парламенті.

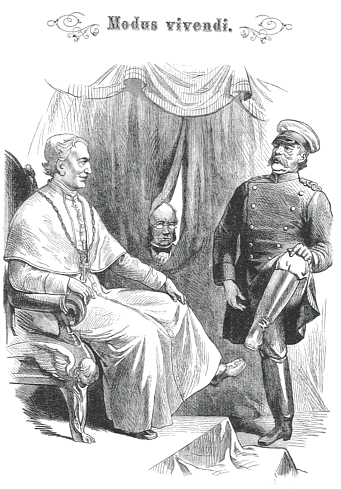
Карикатура Вільгельма Шольца про завершення Культуркампфу Папа Лев XIII та Рейхсканцлер водночас схилились для поцілунку стопи. Підпис: Понтифік: «Будь ласка, не варто соромитись!» Канцлер Бісмарк: «Будь ласка, навзаєм!» Взято з: Kladderadatsch, № 14/15 (18 березня 1878 р.)

Націонал-ліберали та Бісмарк були єдині у ворожому ставленні до католицької партії. Для Бісмарка також мало значення те, що заснована 1870 року партія Центру була новою, непідконтрольною йому консервативною католицькою партією. Центру вдалось об'єднати працівників-католиків, панство та Церкву. Для Бісмарка це звелось до загрози ультрамонтанства. За результатами федеральних виборів 1871 року Центр посів друге місце. Натомість результати Націонал-лібералів істотно погіршились, особливо серед католиків. Культуркампф мав для Бісмарка, в першу чергу, політичні цілі, хоча Людвіга Віндхорста, провідного представника Центру, він вважав особистим ворогом:
«моє життя підтримують та прикрашають дві речі, моя дружина та Віндхорст. Перша для кохання, а другий — для ненависті.»
Бісмарк змалював католиків як ворогів Імперії — також для послаблення критики його урядування. Починаючи з 1872 року в рамках так званого Культуркампфа були ухвалені, а потім посилені різноманітні закони проти католиків. У розпалі конфлікту права та положення Церкви було послаблено імперськими та місцевими законами (Закон про проповідників, Закон про кошик хлібу), а також був впроваджений цивільний шлюб. У зв'язку із цим в одній з промов у Рейхстазі пролунали відомі слова Бісмарка:
«Не бійтеся, ми не підемо до Каносси, ані тілом, ані душею.»
Перший, найзапекліший етап культуркампфа завершився 1878 року. Цього року помер Папа Пій IX, його наступник Лев XIII дав знати Бісмарку про готовність відмовитись від підтримки Центру. Прямий зв'язок зі Святим Престолом шкодив партії та погіршив її образ серед католицького населення. Однак, канцлерові не вдалось досягти поставлених цілей. Католічна основа та католічна партія не розпались, навпаки, агресивне ставлення держави до них сприяло зміцненню єдності та створенню католицького середовища (нім. katholischen Milieus). Крім того, католична преса підтримувала партію, завдяки чому вона здобула ще декілька крісел в Рейхстазі. Останньою краплею для Бісмарка був остаточний розрив з націонал-лібералами. У нього з'явилась ідея залучити Центр до своєї політики та створити «синьо-чорну» коаліцію з консерваторами.
Культуркампф завершився в квітні 1887 року ухваленням другого закону про примирення (нім. Friedensgesetz). Обидві сторони зробили свій внесок для примирення. Серед наслідків Культуркампфу, які існують й донині, є цивільний шлюб та державні школи. Для майбутньої політичної діяльності Бісмарка було важливим те, що Віндхорст не був палким прибічником ультрамонтанства. Він критично ставився до Пруссії, але був прагматиком та прибічником конституціоналізму, що відкрило Бісмаркові нові можливості.

#### Міністерська криза та зміна курсу
Основа для співпраці Бісмарка з лібералами ставала дедалі слабшою. З початком кризи грюндерства (нім. Gründerkrise) багато великих землевласників та промисловців вимагали встановити захисні мита. Бісмарк сподівався, що питання економічної політики призведуть до розколу серед лібералів. Хоча відкрито він на цю тему він не висловлювався, він посприяв виходу представників промисловості. У новоствореній Німецькій консервативній партії Бісмарк бачив можливого союзника; партійна програма була затверджена самим Бісмарком. Ознакою майбутнього конфлікту з лібералами послужила відставка 1876 року Рудольфа фон Делбрюка з посади голови адміністрації Рейхсканцлера. Делбрюк був втіленням співпраці Бісмарка з лібералами, а також основним представником економічного лібералізму.
З огляду на очікувану зміну престолу, ліберали становили для Бісмарка загрозу. За царювання імператора Фрідріха III очікувалось призначення ліберального уряду, за зразком британського уряду прем'єр-міністра Вільяма Гладстона. Бісмарк спробував 1877 року вивести з гри голову ВМС Альбрехта фон Стоша, оскільки він міг бути наступним канцлером, призначеним новим імператором. Коли зробити це не вдалось, Бісмарк пригрозив власною відставкою та переїхав на деякий час до маєтку у Варчине. Спроба отримати звідти підтримку Націонал-лібералів завдяки різним пропозиціям, наприклад, обіцянкою міністерської посади Рудольфу фон Бенігсену зазнала невдачі. У відповідь йому надходили пропозиції, які йшли всупереч спробам послабити парламентаризм. На основі цих міркувань, він вирішив припинити співпрацю з Націонал-лібералами.
Пропозиція націонал-лібералів реформувати конституцію з метою істотного посилення парламентаризму перейшла межу, яку Бісмарк не був готовий переходити. З цього приводу він висловився в Рейхстазі 1879 року: «якась фракція може підтримувати уряд і натомість мати певний вплив на нього, але коли вона хоче керувати урядом, тоді уряд має діяти у відповідь.» З огляду на взаємну блокаду Бісмарк був вимушений вдатись до наступу. У промові в Рейхстазі 22 лютого 1878 року він виступив за зміну внутрішньополітичного курсу. Запропонована ним ідея створення державної тютюнової монополії суперечила основним засадам економічного лібералізму. Прибічники ліберальних ідей в уряді побачили в цьому перші ознаки докорінної зміни економічної політики. Генріх фон Ахенбах та Отто фон Кампхаузен подали у відставку. Призначені замість них міністри не мали партійних зв'язків та мали дуже незначний політичний вплив.

#### «Винятковий закон проти соціалістів» та захисні мита

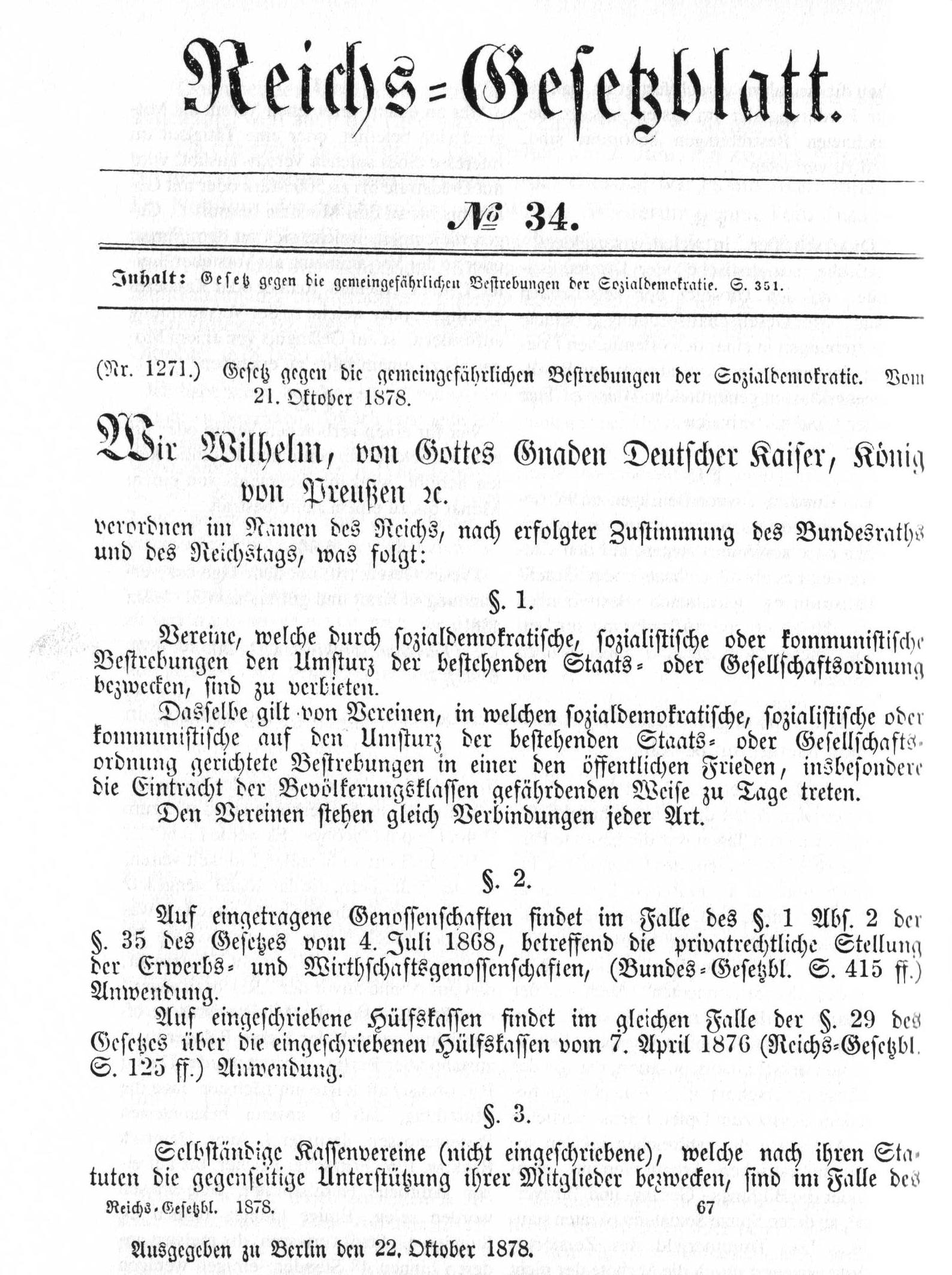
Імперський вісник законів від 21 жовтня 1878 р. з текстом «Закону проти суспільно-небезпечних течій соціал-демократії».

Після промови 1871 року Августа Бебеля в Рейхстазі про Паризьку комуну, Бісмарк став бачити в соціал-демократах небезпечних революціонерів. Вже тоді окреслив принципи майбутньої політики: «1. Порозуміння з бажаннями робітничого класу, 2. Перешкоджати небезпечній для держави агітації заборонами та покараннями.»
На думку Бісмарка, соціальні негаразди спричинені кризою грюндерства посилювали загрозу революції. Два замахи на Вільгельма I у 1878 році послужили гарною нагодою ухвалити Винятковий закон проти соціалістів направлений проти Соціалістичної робітничої партії Німеччини. Він прагнув «війни на знищення через ухвалення законів проти соціал-демократичних об'єднань, зборів шляхом обмеження свободи (через можливість депортації та ув'язнення).»
У боротьбі з соціал-демократією замахи дали можливість Бісмарку, з огляду на відсутність підтримки в парламенті, перейти в наступ заради формування нової більшості. Проти першого проєкту закону виступила переважна більшість Рейхстагу. Після другого замаху Бісмарк розпустив парламент. Він сподівався, таким чином, повернути підтримку націонал-лібералів та зсунути базу уряду ще правіше. За результатами виборів обидві консервативні партії разом виявились сильнішими за націонал-лібералів.
У новому Рейхстазі націонал-ліберали, нарешті, підтримали антисоціалістичний закон з деякими доповненнями. Термін дії закону декілька раз подовжувався, він залишився в силі до 1890 року. Цим законом заборонялась соціалістична агітація, хоча політична діяльність представників соціал-демократів в парламенті ним не торкалась. Закон не досяг поставлених цілей, навпаки, він сприяв формуванню соціалістичного середовища та поширенню марксизму. Слід відзначити, що в своїх спогадах Бісмарк жодним словом не згадує цю тему.
На тлі економічної кризи 1878 року стали голосніше лунати заклики великих землевласників та промисловців впровадити захисні мита. Коли в Рейхстазі утворилась більшість на підтримку цих пропозицій, висловився і Бісмарк, який сподівався на збільшення податкових надходжень, у відомому «різдвяному» (нім. „Weihnachtsbrief“) листі 15 грудня 1878 року на користь спільного проведення податкової реформи та протекціонізму. Його ідею підтримали лише декілька представників націонал-лібералів. Натомість Бісмарк знайшов підтримку серед німецьких консерваторів, вільних консерваторів центристів. Таким чином, ліберальна ера була завершена. Бісмарк наголошував на важливості держави, як гаранта національної єдності та зробив ставку на національно-консервативний рух разом із центром. Однак, міцної парламентської підтримки такий партійний союз без участі націонал-лібералів запропонувати не міг. Багато політичних ініціатив Бісмарка залишились в наступні роки безплідними.
Перехід від вільної торгівлі до протекціонізму відбувався протягом наступних років в декілька етапів. Бісмарк сподівався, що пішовши на зустріч вимогам об'єднання «Хлібу та заліза» (нім. „Roggen und Eisen“) він зможе отримати політичний капітал, необхідний для розбудови консервативної основи в Імперії та зміцнення власної позиції.

#### Соціальна допомога

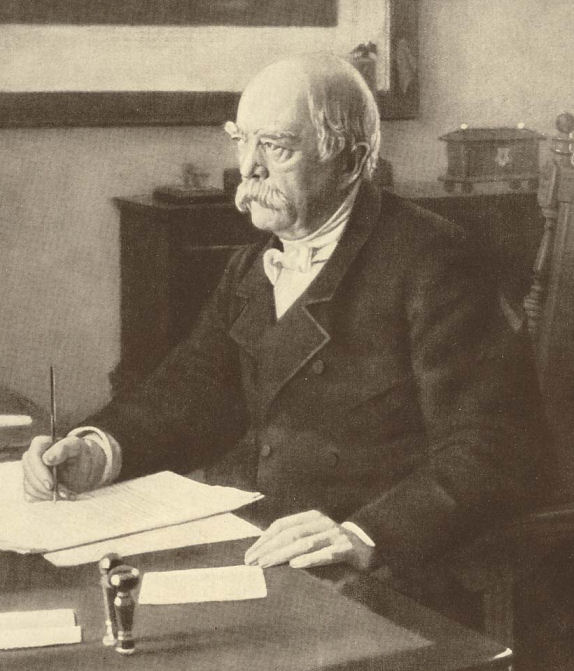
Отто фон Бісмарк в робочому кабінеті, 1886 рік

З огляду на складну ситуацію з підтримкою в парламенті Бісмарк спробував послабити тогочасний вплив партій. Полем зіткнення було обрано соціальну та економічну політику. Тому 1880 року він обіймає посаду Міністра торгівлі, на якій він залишається до 1890 року. Аби збільшити вплив на економічне законодавство, він спробував створити Раду з економічних питань Пруссії, до якої входили б представники підприємницьких асоціацій, з якою парламент мусив би мати справу. Ця спроба наштовхнулась, в першу чергу, на спротив партій.
Основна мета соціальної політики Бісмарка полягала у створенні міцнішого зв'язку громадян з державою. Таким чином партії могли втратити зв'язок з прихильниками. Приховати власну мету Бісмарку, однак, не вдалось. Спочатку було заплановане створення системи страхування від нещасних випадків, згодом були створені системи медичного, пенсійного страхування, та страхування від інвалідності. Ці системи мали контролюватись державою, і тому інколи Бісмарк згадував державний соціалізм. Він прагнув, в такий спосіб, «пропагувати серед великої маси незаможних громадян консервативні погляди, які дає відчуття від права на пенсію.»
Особисті мотиви Бісмарка, а не запропоновані ним системи страхування наштовхнулись на потужний спротив. Як наслідок, парламент викреслив з проєкту закону про страхування від нещасних випадків всі «державно-соціалістичні моменти». Не справдились розрахунки Бісмарка боротись за симпатії виборців після розпуску Рейхстагу гаслами про «соціальне королівство» та антипарламентською кампанією. Особливо ліві ліберали виграли від виборів. У такій ситуації Бісмарк збирався відступити від своїх планів, але згодом передумав та продовжив втілювати системи соціального забезпечення.

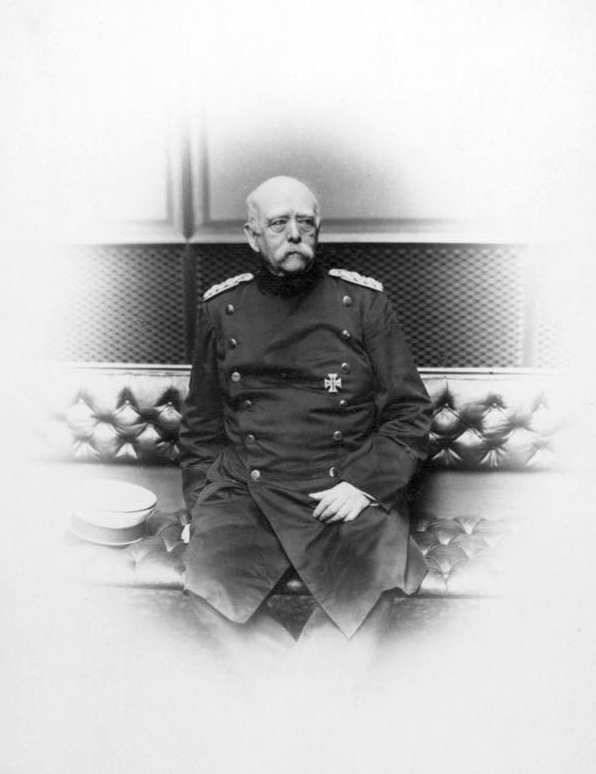
Отто фон Бісмарк в Рейхстазі, 1889 р.

Законами про соціальне страхування були закладені основи сучасної держави загального добробуту, однак вони не допомогли Бісмарку досягти своїх політичних цілей. Спроба «підрізати крила» соціал-демократії провалилась так само, як і плани побудови авторитарної держави для послаблення партій. Тому Бісмарк втратив інтерес до законів про соціальне забезпечення.

##### Закон про медичне страхування 1883р.

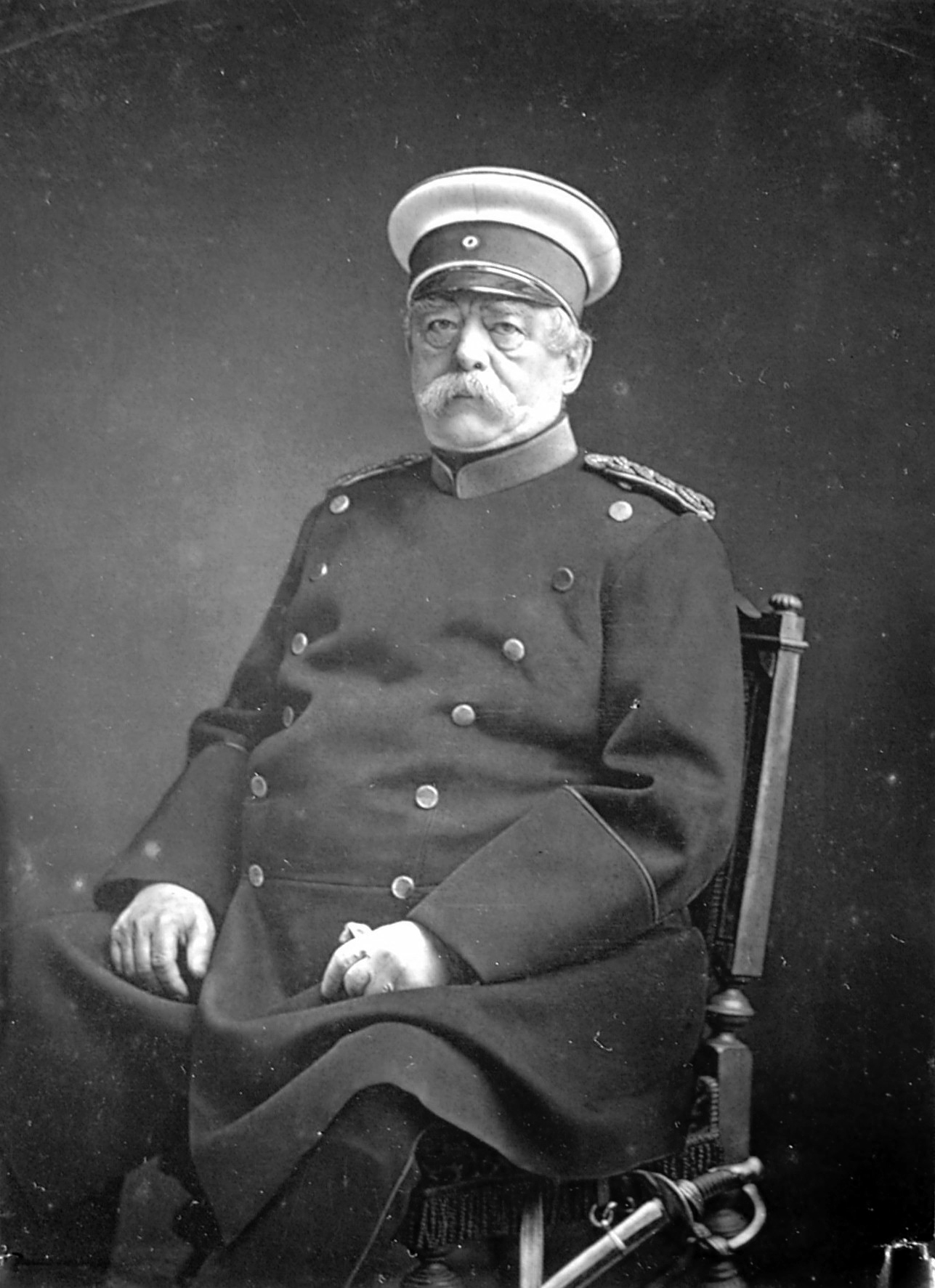
Отто фон Бісмарк у 1883 р.

Закон про медичне страхування був першим з пакету законів, ухвалений 1883 року. З погляду Бісмарка цей закон був найменш вагомим та найменш політично проблемний. Програма мала надати медичне забезпечення більшій частині німецьких працівників. Були створені медичні служби на місцевому рівні, внески мали робитись як робітниками, так і працедавцями. Працедавці мали оплачувати 1/3 внеску, а працівник 2/3 від встановленого внеску. Також були закріплені мінімальні виплати за лікарняним до 13 тижнів. Місцеві служби знаходились під керівництвом вибірної ради, а через пропорційно більші внески працівників, більшість в цих радах отримали їхні представники. Завдяки перевазі у членстві працівників, соціал-демократам вдалось закріпитись на державній службі.

##### Закон про страхування від нещасних випадків 1884р.
Уряд Бісмарка розробив та подавав три проєкти закони, поки один з них був ухвалений Рейхстагом в 1884 році. Спочатку Бісмарк пропонував, аби федеральний уряд сплачував частину внеску до фонду страхування від нещасних випадків. Намір Бісмарка полягав в тому, щоб показати бажання уряду полегшити життєві труднощі працівників, та відвернути їхню увагу від лівих партій, в першу чергу, Соціал-демократів. Націонал-ліберали вважали цю програму формою державного соціалізму, проти якого вони були категорично проти. Партія центристів побоювалась, що ця програма призведе до необґрунтованого розширення влади федерального уряду за рахунок прав Земель. Як наслідок, був ухвалений закон, згідно з яким роботодавець мав сплачувати повний внесок. Аби посприяти втіленню цієї системи, Бісмарку вдалось домовитись про те, щоб адміністрування цієї програми знаходилось в руках «Галузевої організації роботодавців» (нім. Der Arbeitgeberverband in den beruflichen Korporationen). Організація створила адміністрації на федеральному рівні, а в деяких випадках і на рівні Земель. Програма мала оплачувати медичні видатки починаючи з 14-го тижня. Також оплачувались медичні витрати та пенсія в розмірі до 2/3 від зарплати у випадку повної недієздатності працівника. 1886 року програму було поширено і на сільських робітників.

##### Закон про пенсійне страхування та від інвалідності 1889 року
Система пенсійного забезпечення за віком отримувала кошти через податок на працівників, та мала надавати річні виплати працівникам старіше за 65 років. Середня тривалість життя в Пруссії тоді дорівнювала 45 рокам. На відміну від страхування від нещасних випадків та медичного забезпечення, від початку система пенсійного забезпечення поширювалась на працівників з промисловості, сільського господарства, ремісників, державних службовців. Також, на відміну від двох попередніх систем, те, що федеральний уряд також робитиме внесок, було ухвалено без заперечень. Система страхування від інвалідності мала поширюватись на недієздатних. Ця система перебувала під безпосереднім наглядом держав та провінцій.

#### Протекціонізм та націоналізм як інструменти внутрішньої політики
Бісмарку та міністру внутрішніх справ Роберту фон Путткамеру вдалось примусити Прусських держслужбовців беззастережно підтримувати політику уряду. В цьому допомогло те, що серед націонал-лібералів, під керівництвом Йохана фон Міквеля, діяли прибічники протекціонізму. Вони підтримували основні аспекти політики Бісмарка. Не в останню чергу через бажання задовольнити матеріальні інтереси консервативних виборців, Бісмарк запропонував 1885 року впровадити протекціоністські мита, які б істотно обмежили імпорт.
Аби скористатись націоналістичними почуттями Бісмарк загострив антипольську політику у східних регіонах Пруссії. Депортацією поляків не-прусського походження з 1885 року та ухваленням закону про поселення (нім. Ansiedlungsgesetz) 1886 року розпочалась кампанія інтенсивної германізації. Французький реваншистський рух використав Бісмарка для демонізації та представлення всіх критиків, як зрадників, які працюють на втілення його військових планів. Після розпуску Рейхстагу націоналістична агітація була знову посилена.
За результатами виборів до Рейхстагу в лютому 1887 році правляча коаліція консерваторів та націонал-лібералів отримала переважну більшість місць. Разом з союзницькими партіями Бісмарк мав таку підтримку, яку він лише мріяв за попередні десять років. Тепер він міг втілювати військово-політичні задуми та надавати преференції партнерам по коаліції.
З огляду на положення Бісмарка, сходження на трон Фрідріха III в березні 1888 року вже не грало жодної ролі. Коли щойно коронований смертельно хворий імператор відмовився подовжити термін роботи парламенту та дію виняткового закону, Бісмарк сказав імператриці, що монарх «як такий не є стороною в законодавстві».

### «Лоцман залишає човен»

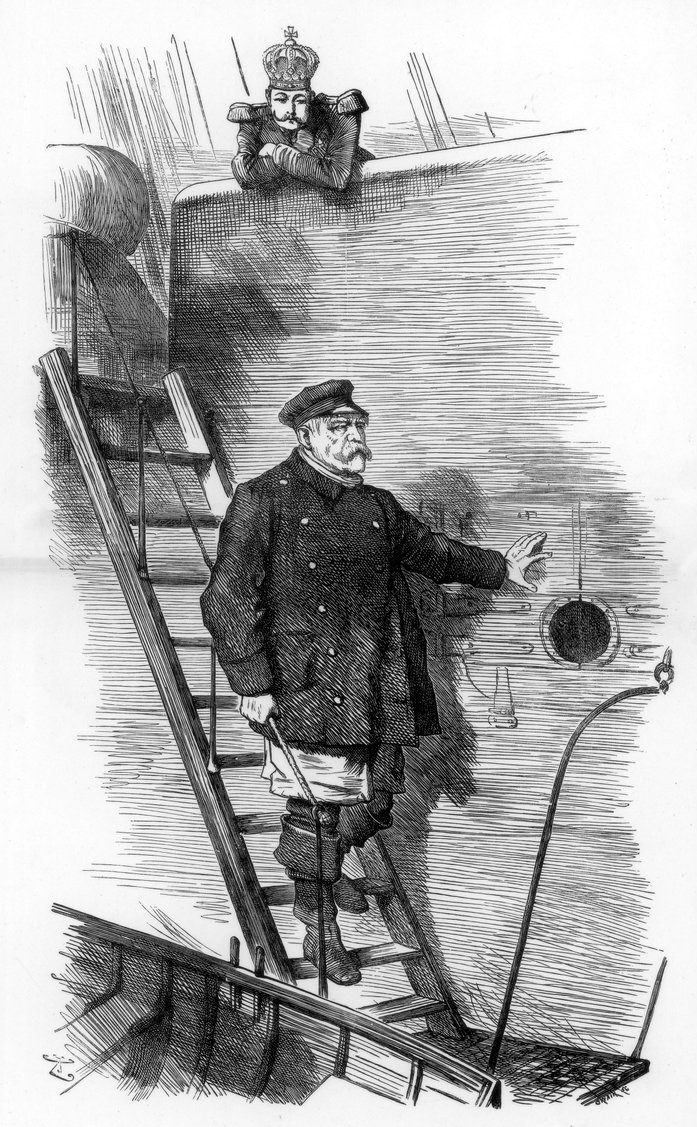
Карикатура в газеті Punch (зазвичай в Німеччині перекладають як «лоцман залишає човен» (Der Lotse geht von Bord)) сера Джона Теніеля, присвячена звільненню Бісмарка, 1890 р.

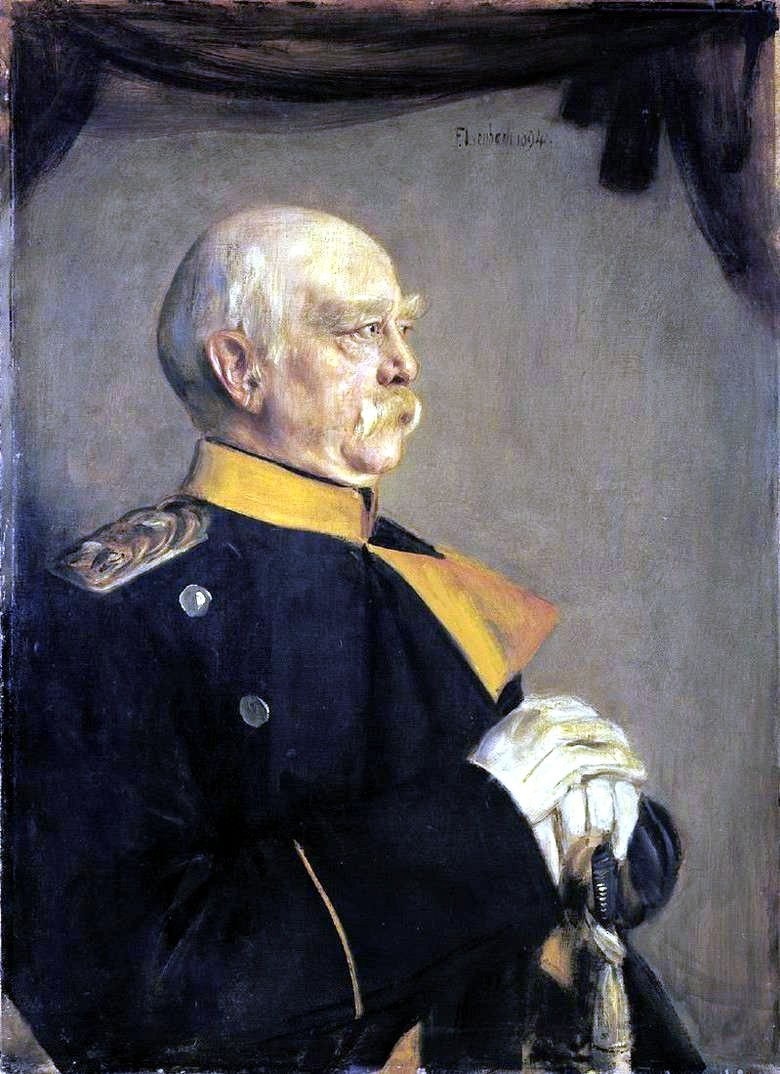
Герцог Отто фон Бісмарк, малюнок Франца фон Ленбаха, 1894 р.

Бісмарк робив все від нього залежне, аби усунути можливих наступників, але наприкінці 1880-х стали з'являтись ознаки надвечір'я його політичного лідерства. В політичних дебатах стали лунати заклики відмовитись від стриманої дипломатії Бісмарка на користь динамічнішої та ризикованішої зовнішньої політики. Після нетривалого правління Фрідріха III, поруч з Бісмарком новий імператор Вільгельм II був зовсім іншою людиною. Бісмарк вважав Вільгельма незрілим та неготовим взяти на себе відповідальність. Бісмарк вважав, що Вільгельм «Запальний, не може тримати рот закритим, піддається впливу підлабузників та може штовхнути Німеччину у війну, навіть цього не зрозумівши та не маючи наміру.» Натомість Вільгельм вважав Бісмарка людиною з минулого, та дав зрозуміти, що прагне повернути собі політичний вплив: «Я дам шість місяців старому перевести подих, а потім я керуватиму сам.»
На цьому тлі Бісмарк бачив в загостренні внутрішньополітичної ситуації можливість переконати нового імператора у власній незаступності. Йому був потрібен новий, ще гостріший, та необмежений в часі антисоціалістичний закон, який би розсварив союзницькі партії та був би неприйнятним для націонал-лібералів. Вільгельм, котрий не бажав розпочинати своє правління з конфлікту, виступив проти планів канцлера. На засіданні королівської ради 24 січня 1890 року вони обидва посварились. Протягом наступних місяців Бісмарк відчайдушно намагався втримати свою посаду та повернувся до теми державної соціальної допомоги, але в розрахунку на щільну співпрацю між центром та консерваторами.
15 березня 1890 року імператор Вільгельм позбавив через конфліктний курс Бісмарка остаточної підтримки. Заява про відставку Бісмарка датована 18 березня 1890 року. Громадськість сприйняла цю новину переважно з полегшенням. Теодор Фонтане написав: «нам пощастило позбутись його. Він мав звичку правити замість короля, робив що йому заманеться, та вимагав все більше відданості. Він спирався на свою велич.» Наступником Бісмарка імператор призначив політично недосвідченого генерала Лео фон Капріві.

## Після відставки
Засмучений Бісмарк повертається до Фрідріхсру, але з політики він остаточно не йде. «Не можна від мене вимагати, після сорока років присвячених політиці раптом взагалі нічого не робити».
Вже через день після повернення, Бісмарк вирішив скласти свої спогади та видати мемуари. Ця ідея була підтримана Лотар Бухером, без підтримки якого робота навряд чи була б колись завершена. Бухер скаржився не лише на швидку втрату інтересу Бісмарком до написання мемуарів, а й на те, як старий канцлер навмисно викривляв факти: «він не хотів брати участі у всіх справах, які зазнали невдачі, й нікому не дозволяв скористатись своїми успіхами». Після смерті Бухера Бісмарк ще трохи доопрацьовував рукописи, але робота не просувалась вперед. Перші два томи були надруковані 1898 року та мали великий успіх. Третій том побачив світ 1921 року.
Бісмарк спробував не лише вплинути на формування свого образу для нащадків, але й продовжував втручатись в сучасну політику. Одразу по звільненню він розпочав активні кампанії в пресі. Особливо газета нім. "Hamburger Nachrichten" (укр. Гамбурзькі Новини) перетворилась на його рупор. Передусім, Бісмарк піддавав гострій критиці свого наступника — Капріві. В непряму він піддавав критиці імператора, якому не міг пробачити свого звільнення. Влітку 1891 року з ініціативи молодого Дідріха Хана Бісмарк погодився взяти участь у виборах до Рейхстагу від Північного Ганновера. Вільгельм II навіть повірив у повернення Бісмарка в політику. Однак, Бісмарк ніколи не брав участі в роботі свого 19-го виборчого округу в Ганновері, жодного разу не скористався своїм мандатом, і 1893 року на вимогу Дідріха Хана склав свої повноваження.

Саркофаг Бісмарка

Кампанія в пресі була успішною. Громадська думка схилилась на користь Бісмарка, особливо після того, як Вільгельм II став відкрито його атакувати. Авторитет нового рейхсканцлера Капріві особливо постраждав тоді, коли він спробував завадити зустрічі Бісмарка з австрійським імператором Францом Йосифом. Подорож до Відня перетворилась на тріумф Бісмарка, який заявив, що не має жодних зобов'язань перед німецькою владою: «всі мости спалено.»
Вільгельм II був вимушений піти на примирення. Декілька зустрічей з Бісмарком у 1894 році були добре сприйняті, але не призвели до справжньої розрядки у стосунках. Те, як непопулярний був Бісмарк в Рейхстазі показали запеклі бої навколо затвердження привітань з нагоди його 80-ти річчя. Через оприлюднення 1896 року надтаємного договору перестраховки він привернув до себе увагу німецької та іноземної преси.
Смерть дружини 1894 року стала сильним ударом по здоров'ю Бісмарка. Починаючи з 1896 року його здоров'я значно погіршується і він стає прикутим до візка. Захворювання на гангрену та інші недуги, які він приховував як від громадськості, так і від власної родини призвели до його смерті 30 липня 1898 року. Поховали його в мавзолеї разом з дружиною у Фрідріхсру.

## Пам'ять про Бісмарка

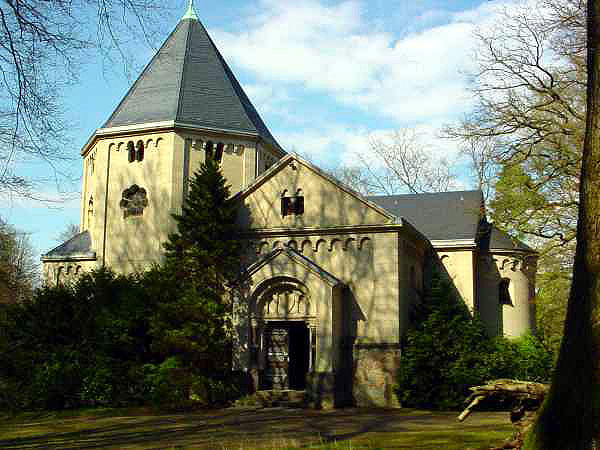
Мавзолей Бісмарка у Фрідріхсру

По звільненню Бісмарка в Німеччині набрав обертів процес возвеличення Бісмарка, який після смерті старого канцлера лише посилився. Багато місцевих рад надали йому звання почесного громадянина, наприклад, 1895 року всі міста в Баденському герцогстві. Його бюст встановили у меморіалі Валгалла. Багато вулиць були названі на честь колишнього канцлера.
Також іменем канцлера називали й промислові підприємства, зокрема копальні. Із шахтарського містечка поблизу Гельзенкірхена утворився район міста Гельзенкірхен-Бісмарк. Іменем канцлера також назвали фарбник везувін (нім. Bismarckbraun), сорт пальм лат. Bismarckia nobilis, рецепт приготування оселедця, а також в часи Другої світової війни головний корабель серії лінійних кораблів класу «Бісмарк» (лінкор «Бісмарк»). До того вже були військові кораблі SMS «Бісмарк» (1877) та SMS «Фюрст Бісмарк» (1897).

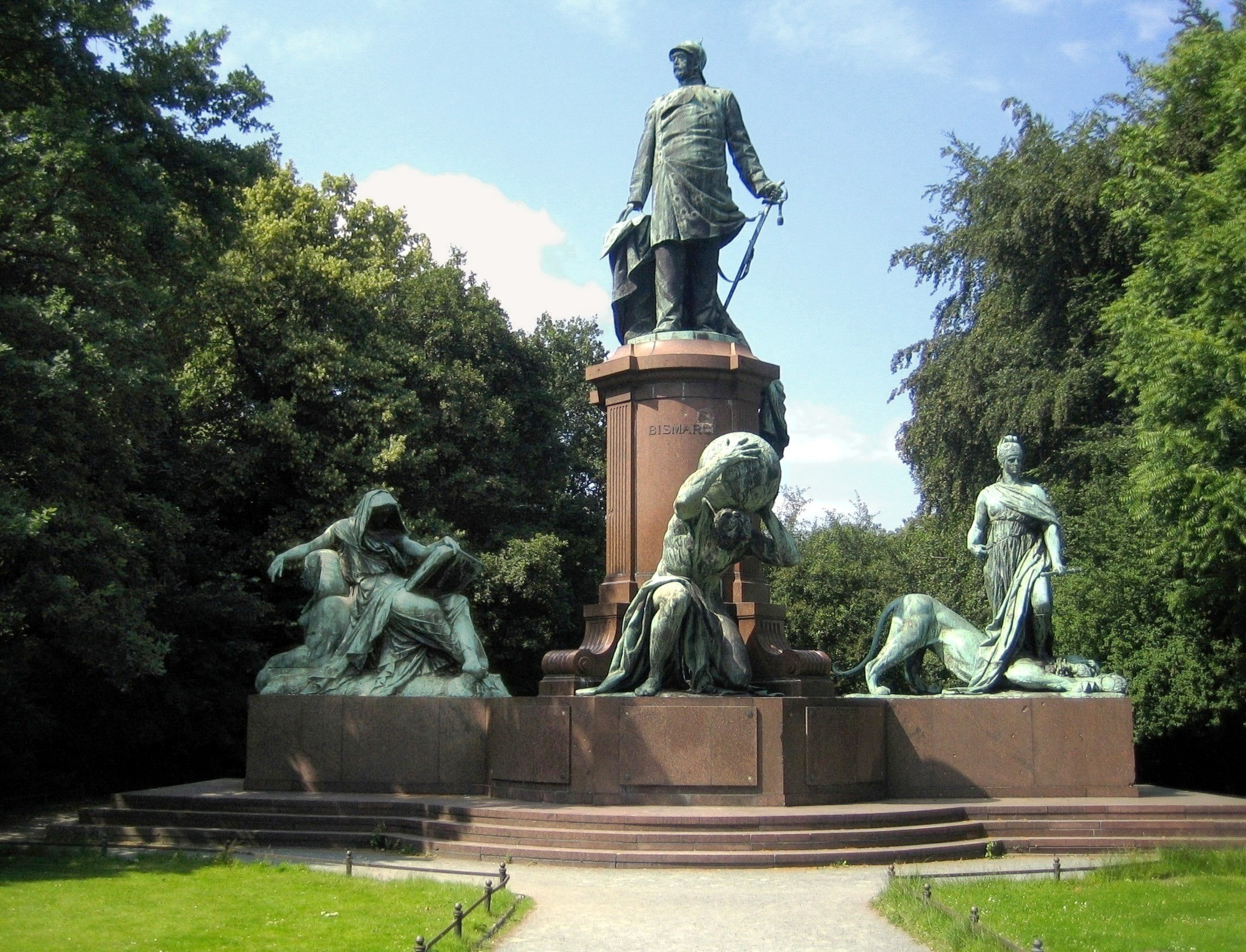
Меморіал Бісмарка в Берліні

У німецьких колоніях в Африці та Тихому Океані географічні місцевості отримали ім'я канцлера (Архіпелаг Бісмарка, Гори Бісмарка, Bismarckberge, гора Бісмарк, льодовик Бісмарк, море Бісмарка тощо). Також в Сполучених Штатах деякі поселення були названі на честь Бісмарка, як, наприклад, з 1873 року столиця штату Північна Дакота.
У Німеччині почали з'являтись гуртки імені Бісмарка. Після його смерті в багатьох містах були зведені, зазвичай, на пожертви громади, пам'ятники, часто у вигляді веж Бісмарка. У період з 1869 по 1934 рік було збудовано близько 250 таких веж. Вежі Бісмарка споруджено в чотирьох частинах світу: Європі, Африці, Америці й Австралії. Вежі Бісмарка будувались у різних стилях. До наших днів збереглося 175 веж. Перша, ще прижиттєва статуя Бісмарка була встановлена 1877 року в районі Хаузен міста Бад-Кіссінген, де починаючи з 1874 року він багаторазово був на лікуванні. Найбільша статуя Бісмарку в Німеччині встановлена 1906 року в Гамбурзі. Будівництво величезного національного меморіалу Бісмарка в Бінгербрюці було перервано з початком Першої світової війни. Більшість бронзових статуй зображали Бісмарка в уніформі, що суперечило його зовнішньополітичній максимі зовнішньополітичної врівноваженості й більше відповідало духові Вільгельмівських часів.
У художньому мистецтві поряд зі стилізованими під старовину портретами (наприклад, Франца фон Ленбаха та Крістіана Вільгельма Алерса) з'являлись також осяяні та возвеличенні малюнки присвячені створенню імперії. Також безліч патріотичних віршів возвеличували Рейхсканцлера.
У Фрідріхсру 1927 року родиною Бісмарків був створений музей Отто. З 1951 року він розташований в старому будинку (нім. Alten Landhaus; з меблями, документами, малюнком Proklamation des Deutschen Kaiserreiches Антона фон Вернера), поблизу відновленого родинного маєтку.
У приміщенні старого вокзалу Фрідріхсру знаходиться фонд Отто фон Бісмарка, заснований 1996 року федеральним урядом Німеччини. Основним завданням фонду є підготовка та видання рукописів Бісмарка. У Геттінгені студентське житло Бісмарка доступне для відвідувачів як маленький музей. Музей Бісмарка в його рідному місті, Шенгаузені, створений ще 1948 року був оновлений 1998 року коштами землі Саксонія-Ангальт. Того ж року був відкритий музей в Бад-Кіссінгені, де в проміжку між 1874 та 1893 роками Бісмарк був 15 разів на лікуванні. 1 листопада 2004 року в Євері відкрили новий музей.

## Історіографія

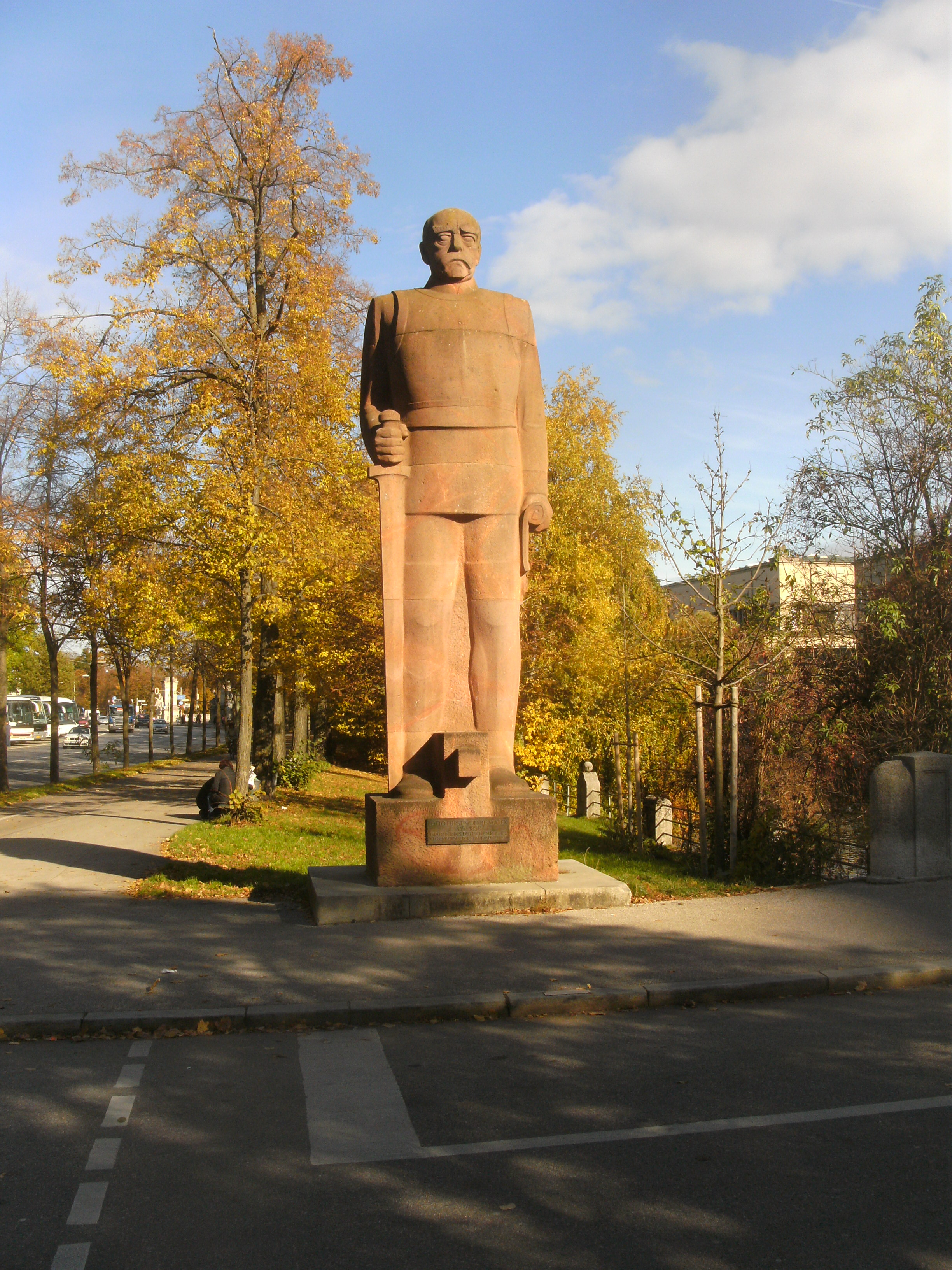
Пам'ятник почесному громадянинові міста Мюнхен Отто фон Бісмарку, встановлений 1931 р. поблизу моста через річки Ізар до Музейного острова, між Німецьким музеєм та Європейською патентною організацією.

За понад 150 років від дня народження Бісмарка виникло багато різних варіантів ставлення до нього як до людини, так і до його діяльності, деякі з них взаємно суперечливі. Аж до завершення Другої світової війни в німецькомовній літературі переважали письменники, точка зору яких перебувала під впливом власного політичного та релігійного світогляду. Історик Каріна Урбах зазначила 1998 р.: «його біографію викладали щонайменше шістьом поколінням, і можна з впевненістю сказати, що кожне друге покоління дізнавалось про іншого Бісмарка. Жоден інший німецький політик не був використаний та спотворений так сильно, як він.»

### Імперські часи
Суперечки навколо постаті Бісмарка були ще за його життя. Вже в перших біографічних виданнях, подеколи багатотомних, підкреслювалась складність та неоднозначність Бісмарка. Соціолог Макс Вебер 1895 року критично оцінив роль Бісмарка в процесі об'єднання: «Справа його життя полягала не лише у зовнішньому, а й внутрішньому єднанні нації, але кожен з нас знає: цього досягти не вдалось. Цього неможливо досягти його методами.» Теодор Фонтане в останні роки свого життя написав літературний портрет, в якому порівняв Бісмарка з Валленштейном. Оцінка Бісмарка з погляду Фонтане істотно відрізняється від оцінки більшості сучасників: «він великий геній, але маленька людина.»
Негативна оцінка ролі Бісмарка тривалий час не знаходила підтримки. Частково це сталось завдяки мемуарам Бісмарка. Вони стали майже невичерпним джерелом цитат для його шанувальників. Протягом десятиліть книга лежала в основі уявлення про Бісмарка патріотично налаштованими громадянами. Водночас це послабило критичний погляд на засновника імперії. За життя Бісмарк мав особистий вплив на свій образ в історії, оскільки контролював доступ до документів, а інколи виправляв рукописи. Після смерті канцлера, контроль за формуванням образу в історії взяв на себе його син, Герберт фон Бісмарк.
Професійна історична наука не могла позбутись впливу ролі Бісмарка в об'єднанні німецьких земель та долучилась до ідеалізації його образу. Генріх фон Трейчке змінив своє ставлення до Бісмарка з критичного до відданого шанувальника. Заснування Німецької імперії він називав найяскравішим прикладом героїзму в історії Німеччини. Трейчке та інші представники малонімецько-борусської школи історії були зачаровані силою характеру Бісмарка. Біограф Бісмарка Еріх Маркс написав 1906 р.: «насправді мушу визнати: жити в ті часи було таким величезним досвідом, що все, що має до того відношення становить цінність для історії.» Однак Маркс, разом з іншими істориками часів Вільгельма, такими як Генріх фон Зібель, наголошували на другорядності ролі Бісмарка в порівнянні зі здобутками Гогенцоллернів. Так, до 1914 року в шкільних підручниках засновником Німецької імперії називали не Бісмарка, а Вільгельма I.
Вирішальний внесок у звеличення ролі Бісмарка в історії був стався в Першу світову війну. З нагоди 100-річчя народження Бісмарка 1915 року були опубліковані статті, які навіть й не приховували свою пропагандистську мету. В патріотичному пориві історики наголошували на обов'язку німецьких солдатів обороняти здобуту Бісмарком єдність та велич Німеччини від іноземних загарбників, і в той же час, замовчували про численні попередження Бісмарка про неприпустимість такої війни посеред Європи. Дослідники Бісмарка, такі як Еріх Маркс, Мак Ленц та Хорст Коль змальовували Бісмарка як провідника німецького войовничого духу.

### Веймарська республіка та Третій Рейх

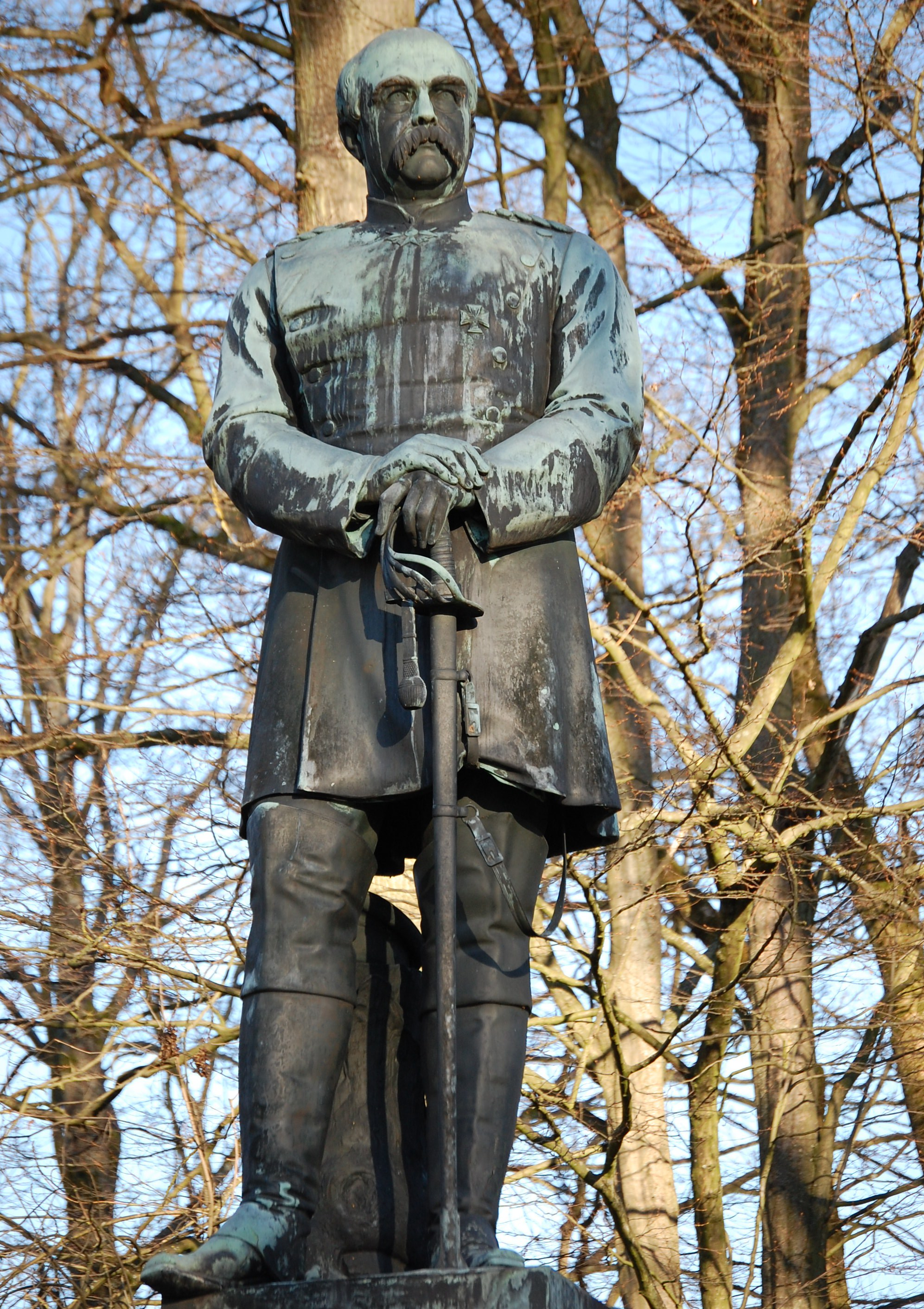
Пам'ятник Бісмарку в Бад-Кіссінгені

Поразка Німеччини у війні та встановлення Веймарської республіки не змінили націоналістичного образу Бісмарка, оскільки еліта істориків залишилась вірна монархові. У такому безпорадному та хаотичному становищі Бісмарка змальовували як орієнтир, батька, на геній якого слід рівнятись, аби подолати «Версальське приниження». Якщо і висловлювалась якась критика його ролі в історії, то вона стосувалась малонімецькому шляху розв'язання німецького питання, а не військове або нав'язане «з гори» об'єднання держави. Традиціоналізм уберігав від появи інноваційних біографій Бісмарка. Оприлюднення чергових документів в 1920-ті роки вкотре допомогла підкреслити дипломатичну вправність Бісмарка. У пророчницькій монографії 1921 року Отто Йолінґер вперше проаналізував антисемітизм Бісмарка. Історик наголошував, хоча в реакційних колах канцлер припускався недоброзичливих висловів, але в його особистому ставленні до євреїв домінував прагматизм. Найпопулярнішу на той час біографію Бісмарка написав 1926 р. Еміль Людвіг, в якій було представлено критично-психологічний аналіз за яким Бісмарк був змальований фаустівським героєм в історичній драмі XIX століття.

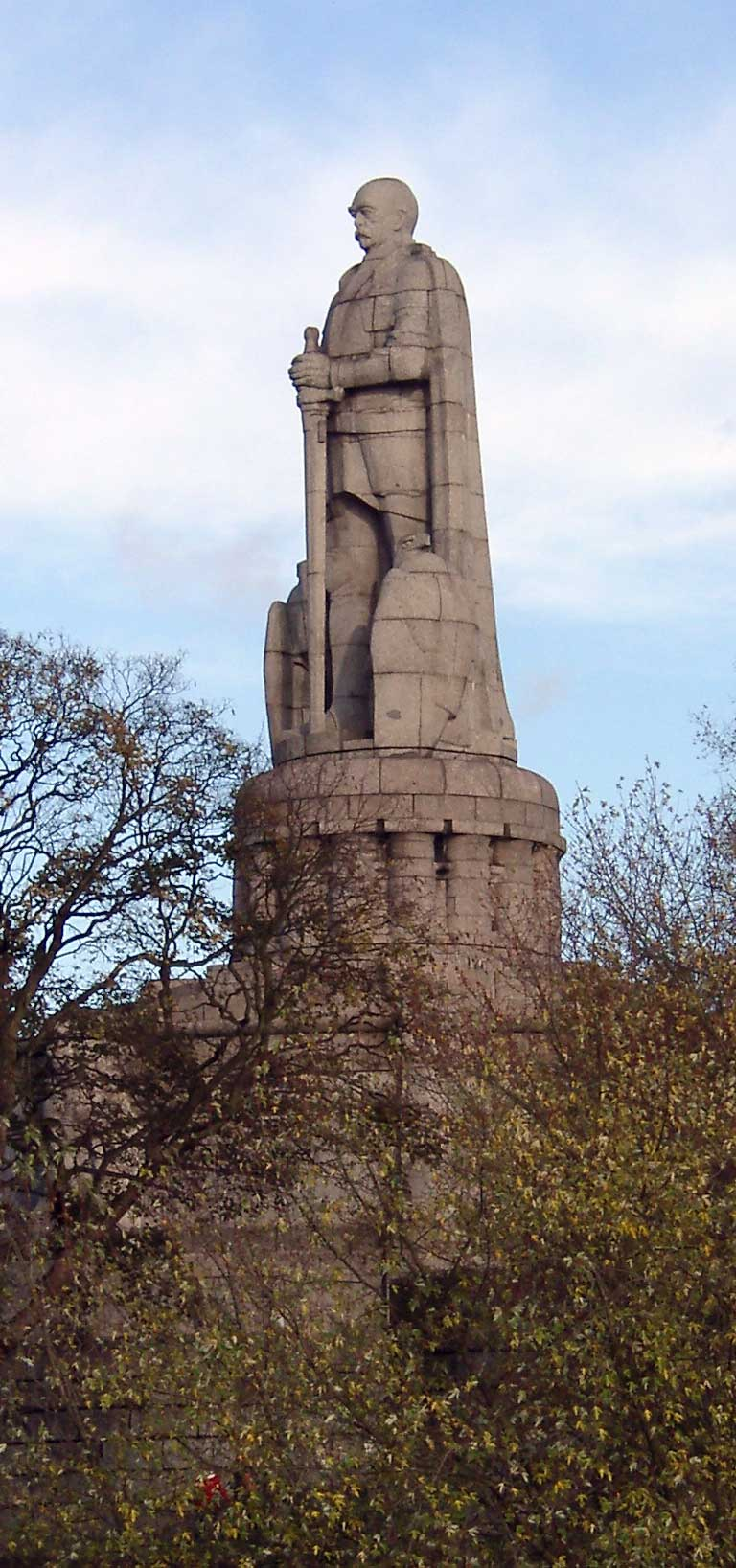
Пам'ятник Бісмарку в Гамбурзі

За нацизму частіше зображалась історична спадковість між Бісмарком та Адольфом Гітлером аби закріпити за Третім Райхом провідну роль в русі німецької єдності. Еріх Маркс, піонер дослідження Бісмарка підкреслив це ідеологізовані історичні інтерпретації. У Великій Британії також змальовували Бісмарка як попередника Гітлера, який стояв на початку особливого шляху Німеччини. Протягом Другої світової війни вага Бісмарка у пропаганді дещо зменшилась; з 1941 р. вже не згадувалось його попередження про неприпустимість війни з Росією. Натомість консервативні представники руху спротиву побачили в Бісмарку свого провідника.
1944 року була надрукована праця Арнольда Оскара Майерса Бісмарк. Людина та державний діяч. (нім. Bismarck der Mann und der Staatsmann), в якій Бісмарк був змальований в національних та народницьких фарбах. В цій книжці традиція возвеличення Бісмарка в імперському стилі досягла найвищої точки. Через поразку у Другій світовій війні та подальший поділ Німеччини, політизована інтерпретація Майерса вже не мала великого впливу на переоцінку Бісмарка в професійній історичній науці.
Важливу критичну працю оприлюднив німецький юрист в еміграції Еріх Ейк, написавши біографію Бісмарка в трьох томах. Він закидав Бісмарку макіавельські методи роботи та зневагу до права, засудив цинічне ставлення до демократичних, ліберальних та гуманістичних цінностей та поклав відповідальність за руйнацію демократії в Німеччині. Система союзів була дуже вправно побудована, але через свою штучність була приречена на розпад від народження. Однак і Ейк не міг не втриматись від захоплення постаттю Бісмарка: «але ніхто, де б не стояв, не може не погодитись з тим, що він [Бісмарк] був головною постаттю свого часу, своєю неприборканою енергією та силою вказав шлях. Ніхто не може не втриматись від захоплення силою приваблювати цих людей, які завжди унікальні та важливі.»

### Повоєнні часи і до 1990р.
Після Другої світової війни, впливові німецькі історики, зокрема Ганс Ротфельдс та Теодор Шідер, дотримувались хоч і різнопланового, але все ж таки позитивного погляду на Бісмарка. Багато фахових рецензій на біографію авторства Ейка, які стали з'являтись в 1950-ті роки, відповідно, були вкрай критичними. Герхард Рітер закидав Ейку, серед іншого, використання антинімецьких кліше. Крім того, Фрідріх Майнеке, колишній прибічник Бісмарка, доводив 1946 році в книзі «Німецька катастрофа» (нім. Die deutsche Katastrophe), що болюча поразка німецької національної держави перекреслила всі возвеличення Бісмарка в осяжному майбутньому.

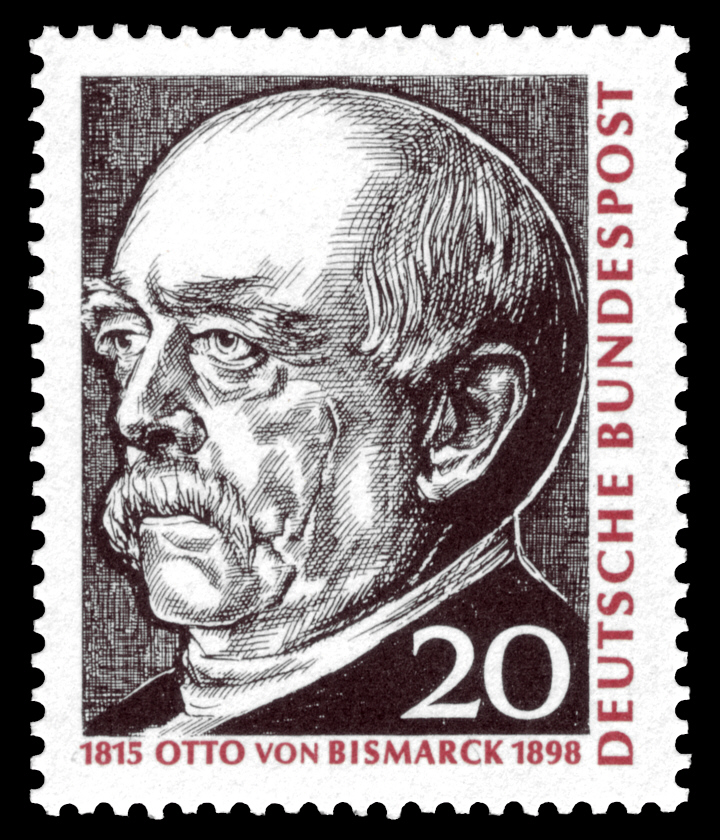
Поштова марка Німецької федеральної пошти (1965 р.) з нагоди 150-го дня народження Бісмарка.

Британець Алан Дж. П. Тейлор оприлюднив 1955 року психологічну, і не в останню чергу через це обмежену, біографію Бісмарка, в які він намагався показати боротьбу між батьківським та материнським началами в душі свого героя. Тейлор позитивно охарактеризував інстинктивну боротьбу Бісмарка за порядок Європі з агресивною зовнішньою політикою Вільгельмівської ери. Перша повоєнна біографія Бісмарка, написана Вільгельмом Момсеном відрізнялась від праць попередників стилем, який претендує на тверезість та об'єктивність. Момсен підкреслював політичну гнучкість Бісмарка, та вважав, що його невдачі не можуть затьмарити успіхів державницької діяльності.
У 1960-ті та 1970-ті роки інтерес західнонімецьких істориків до «великих постатей» сильно впав. Натомість більше уваги приділялось дослідженню політичних, соціальних та культурних структур, в які він був вбудований, та на роботу яких він мав вплив. У соціально-історичній школі, яка утворилась навколо критичного до Бісмарка Ганса-Улріха Велера як проблему розглядали практику Бісмарка кампаній проти удаваних ворогів держави (соціал-демократи, єзуїти тощо). У вигляді «інтеграції від зворотного» посилення страхів було використано канцлером для того, аби об'єднати суспільство в нову імперію. Бісмарку вдалося, починаючи з 1878 року «політикою збирання земель» задовільнити інтереси двох найвпливовіших груп: основних землевласників (юнкерів) та великих промисловців, та об'єднати їх в «союз проти поступу». Велер охарактеризував 1973 року систему правління Бісмарка як бонапартистську диктатуру, через наявність елементів харизматизму, популізму та традиціоналізму. Згодом Велер спробував проаналізувати стан Бісмарка із застосуванням поняття «харизматичного повелителя» Макса Вебера.
Наприкінці 1970-х утворився рух соціальних істориків проти біографічних досліджень. Відтоді стали виходити біографії Бісмарка в яких він змальований або у вкрай світлих, або темних фарбах. Спільною рисою більшості нових біографій Бісмарка є спроба синтезу впливу Бісмарка та описання його положення в соціальних структурах та політичних процесах того часу.
Незвичним шляхом пішов Фріц Штерн, який написав 1978 року подвійну біографію: Бісмарка, та наближеного до нього банкіра Герсона Бляйхредера. Лотар Гал описав 1980 р. на прикладі Бісмарка образ «білого революціонера», яким згодом користувались Людвіг Бамбергер та Генрі Кіссинджер. За цим образом, Бісмарк, бувши затятим прибічником монархії, заради збереження консервативних структур, був вимушений зруйнувати наявний суспільний лад та мав вплив модернізатора. Нарешті, він вивільнив сили, які не зміг втримати під своїм контролем, і які діяли всупереч сучасним тенденціям.
Американський історик Отто Пфланце випустив між 1963 та 1990 роками багатотомну біографію Бісмарка, в якій, на відміну від інших, на перший план була поставлена особистість Бісмарка та досліджена засобами психоаналізу. Пфланце піддав Бісмарка критиці за його поводження з політичними партіями та підпорядкування конституції власним цілям, що створило негативний прецедент для наслідування. Згідно з Пфланце, образ Бісмарка як об'єднувача німецької нації походить від самого Бісмарка, який від початку прагнув лише посилення влади Пруссії серед основних держав Європи.
Східнонімецький історик Ернст Енгельберг випустив 1985 року біографію Бісмарка, яка викликала здивування в Західній Німеччині, оскільки з огляду на переслідування соціалістів, вона розглядала канцлера в дуже привітному світлі. Енгельберг, як і решта східноєвропейських істориків того часу, вважали, що створення імперії було кроком на шляху прогресу, який дав робітничому класу національну єдність. Енгельберг розглядав Бісмарка не як авантюриста, а як цілеспрямованого політика, вади характеру якого можна пояснити соціальними підвалинами юнкерства. Відповідальність за Першу світову війну лежить не на Бісмарку, а на його наступниках.

## Родина
Дружина — Йоганна фон Путткамер
Діти:
- Марія (1848—1926), ∞ Куно Граф цу Рантцау
- Герберт (1849—1904), ∞ Маргарита Графиня фон Хойо
- Вільгельм (1852—1901), ∞ Сибілья Графиня фон Арнім-Крьолендорф

## Нагороди

### Німецька імперія

#### Прусське королівство
- Орден Чорного орла
- Орден Червоного орла, великий хрест
- Pour le Mérite з дубовим листям (1884)
- Pour le Mérite за науку і мистецтво (1896) — Бісмарк був одним із чотирьох людей, нагороджених цивільною і військовою версіями ордена.
- Орден дому Гогенцоллернів, великий командор
- Залізний хрест
  - 2-го класу (1870)
  - 1-го класу (1871)
- Дубове листя до Залізного хреста (1895)
- Орден Корони 1-го класу
- Орден Вільгельма
- Орден Святого Йоанна (Бранденбург), почесний командор
- Рятувальна медаль
- Військова Почесна медаль 1-го класу

#### Герцогства Ангальт-Бернбург, Ангальт-Дессау, Ангальт-Кетен
- Династичний орден Альберта Ведмедя

#### Баварське королівство
- Орден Святого Губерта

- Орден Вірності, великий хрест із золотим ланцюгом (1871)

- Орден Генріха Лева, великий хрест

#### Вюртемберзьке королівство
- Орден Вюртемберзької корони, великий хрест

#### Велике герцогство Гессенське
- Орден Людвіга Гессенського, великий хрест
- Орден Філіппа Великодушного, великий хрест

#### Велике герцогство Мекленбург-Шверінське
- Орден Вендської корони, великий хрест з короною в золоті

#### Велике герцогство Ольденбурзьке
- Орден Заслуг дому герцога Петра-Фрідріха-Людвіга, великий хрест

#### Саксен-Альтенбурзьке,Саксен-Кобург-ГотськеіСаксен-Майнінгенськегерцогства
- Орден дому Саксен-Ернестіне, великий хрест

#### Велике герцогство Саксен-Веймар-Айзенаське
- Орден Білого Сокола, великий хрест

#### Саксонське королівство
- Орден Рутової корони

### Іноземні нагороди

#### Австрійська імперія,Австро-Угорщина
- Королівський угорський орден Святого Стефана, великий хрест (1864)
- Орден Залізної Корони 1-го ступеня

#### Бельгія
- Орден Леопольда I, великий хрест

#### Ганноверське королівство
- Королівський гвельфський орден, великий хрест

#### Гессен-Кассельське ландграфство
- Орден Золотого лева

#### Грецьке королівство
- Орден Спасителя, великий хрест

#### Данія
- Орден Данеброг, великий командор

#### Султанат Занзібар
- Орден Діамантової зірки Занзібару, великий хрест

#### Іспанія
- Орден Золотого руна (1875)

#### Італійське королівство
- Вищий орден Святого Благовіщення

#### Люксембург
- Орден Дубового вінця, великий хрест

#### Нідерландське королівство
- Орден Нідерландського лева, великий хрест

#### Османська імперія
- Орден «Османіє» 1-го ступеня
- Золота медаль «Імтияз»

#### Персія
- Портрет шаха з діамантами
- Орден Лева і Сонця 1-го ступеня

#### Португальське королівство
- Орден Вежі й Меча, великий хрест

#### Святий Престол
- Верховний орден Христа

#### Російська імперія
- Орден Андрія Первозванного (5 червня 1867)
- Орден Святого Олександра Невського (13 березня 1862)
- Орден Білого Орла
- Орден Святої Анни 1-го ступеня
- Орден Святого Станіслава 1-го ступеня

#### Румунське королівство
- Орден Зірки Румунії, великий хрест

#### Сан-Марино
- Орден Святого Марина, великий хрест

#### Королівство Сербія
- Орден Білого орла, великий хрест

#### Сіам
- Орден Білого слона, великий хрест

#### Туніс
- Орден Слави, великий хрест

#### Французька імперія
- Орден Почесного легіону, великий хрест (28.04.1865)

#### Шведсько-норвезька унія
- Орден Серафимів (31 травня 1875)

#### Японська імперія
- Орден хризантеми

## Фільми
- Bismarck 1862—1898. Художній фільм.  Німеччина 1927. Режисер: Curt Blachnitzky.
- Bismarck. Художній фільм.  Німеччина 1940. Режисер: Wolfgang Liebeneiner.[185]
- Die Entlassung. Художній фільм.  Німеччина 1942. Режисер: Wolfgang Liebeneiner.
- «Preußen über alles …». Художній телевізійний фільм (ZDF) про Бісмарка та створення імперії.  Німеччина 1971. Режисер: Rudolf Jugert. (картка на IMDB)
- Bismarck. Телевізійна драма в трьох частинах. Частина 1: Ich bin ein Preuße. Частина 2: Eisen und Blut. Частина 3: Virtuose der Macht.  Німеччина 1989/1990. Режисер: Tom Toelle.
- Bismarck — Kanzler und Dämon. телевізійна документальна драма в двох частинах. Частина 1: Vom Landjunker zum Reichsgründer. Частина 2: Regierungsgewalt und Machtverlust. Deutschland 2007. Автор та режисер: Christoph Weinert.
- Die Deutschen — Bismarck und das Deutsche Reich (Німці — Бісмарк та Німецька імперія), Серія 9 документального телесеріалу (ZDF),  Німеччина 2008.